# 파스샹달 전투
제3차 이프르 전투(독일어: Dritte Flandernschlacht; 프랑스어: Troisième Bataille des Flandres; 네덜란드어: Derde Slag om Ieper), 일명 파스샹달 전투 (/ˈpæʃəndeɪl/ 틀:Respell),는 제1차 세계 대전 중 연합군과 독일 제국 간에 벌어진 전역이었다. 전투는 1916년 11월과 1917년 5월 회의에서 연합국이 결정한 전략의 일환으로, 베스트플란데런주의 벨기에 도시 이퍼르 남동쪽 능선 통제권을 놓고 1917년 7월부터 11월까지 서부 전선에서 벌어졌다. 파스샹달은 이프르 동쪽의 마지막 능선에 위치하며, 루슬라르 (현재 루설라러)에서 5 mi (8.0 km) 떨어져 있으며, 루슬라르는 브뤼허-코르트레이크 철도의 교차점이었다. 루슬라르 역은 독일 제4군의 주요 보급로였다. 파스샹달 능선이 점령되면, 연합군은 토르하우트 (현재 토르하우트)에서 코켈라르 (코켈라러)까지 선을 따라 진격할 예정이었다.
추가 작전과 니우포르트 (니우포르트)에서 벨기에 해안을 따라 영국 지원 공격이 상륙 작전 (허시 작전)과 결합되어 브뤼헤를 거쳐 네덜란드 국경에 도달할 예정이었다. 10월 초에 일반적인 후퇴가 불가피해 보였지만, 독일군은 제4군의 저항, 8월의 유례없는 습한 날씨, 10월 가을비 시작, 그리고 이탈리아로의 영국 및 프랑스 자원 전용 덕분에 후퇴를 피할 수 있었다. 전역은 11월에 캐나다 군단이 파스샹달을 점령하면서 끝났으며, 12월과 새해 초에는 국지적인 공격만 있었다. 1918년 리스 전투 (제4차 이프르 전투)와 제5차 이프르 전투는 연합군이 벨기에 해안을 점령하고 네덜란드 국경에 도달하기 전에 벌어졌다.
플란데런 전역은 1917년에 논란이 많았고, 그 이후로도 논란이 계속되고 있다. 영국 총리 데이비드 로이드 조지와 프랑스군 총참모장 페르디낭 포슈 장군 모두 이 공세에 반대했다. 육군 원수 더글러스 헤이그, 영국 해외원정군(BEF) 사령관은 7월 25일까지 전쟁 내각으로부터 플란데런 작전에 대한 승인을 받지 못했다. 1917년 이래로 참가자, 작가 및 역사가들 사이의 논쟁 사항에는 프랑스에 미국 원정군 (AEF)이 도착하기를 기다리는 대신 니벨 공세 이후에 공세 전략을 추구하는 것이 현명했는지 여부가 포함된다.
플란데런의 선택, 기후, 공세를 수행할 휴버트 고프 장군과 제5군의 선택, 초기 공격의 성격과 얕은 목표와 깊은 목표 지지자들 간의 논쟁은 여전히 논란의 여지가 있다. 또한 메신 전투 (6월 7일~14일)와 첫 연합군 공격 (7월 31일 필켐 능선 전투) 사이의 시간 간격, 1917년 프랑스군 폭동이 영국에 미친 영향, 예외적인 날씨의 영향, 10월에 공세를 계속하기로 한 결정, 그리고 전역의 인명 손실도 논쟁 대상이다.

## 배경

### 플란데런

#### 1914년
벨기에는 1830년 네덜란드 남부 지방의 분리 이후 런던 조약 (1839년)에 따라 주권적이고 중립적인 국가로 인정되었다. 1914년 8월 4일 벨기에 조약 제7조를 위반한 독일의 벨기에 침공은 독일에 대한 영국의 전쟁 명분이 되었다. 벨기에에서의 영국군 작전은 8월 22일 몽스에 영국 해외원정군(BEF)이 도착하면서 시작되었다. 플란데런에서의 작전은 바다로의 경주 동안 시작되었는데, 이는 프랑스군과 독일군이 피카르디, 아르투아, 플란데런을 통해 상대의 북쪽 측면을 돌파하려는 상호 시도였다. 10월 10일, 최상급육군지휘부 (OHL, 최고 육군 사령부)의 참모총장인 에리히 폰 팔켄하인 중장은 됭케르크와 칼레를 향한 공격을 명령했고, 이어서 연합군 후방에서 남쪽으로 돌파하여 결정적인 승리를 거두고자 했다. 10월 16일, 벨기에군과 일부 프랑스 증원군이 이제르강 전투에서 서부 벨기에와 프랑스 해협 항구를 방어하기 시작했다. 독일군의 공세가 실패하자 팔켄하인은 이퍼르를 점령하여 국지적인 우위를 확보할 것을 명령했다. 11월 18일까지 제1차 이프르 전투 또한 160,000명의 독일군 사상자를 내며 실패로 끝났다. 12월, 영국 해군본부는 육군성과 벨기에 해안을 재점령하기 위한 합동 작전에 대해 논의하기 시작했지만, 프랑스 전략에 따르고 더 남쪽에서의 공세에 참여할 수밖에 없었다.

#### 1915년
자원 부족으로 인해 1915년에는 플란데런에서 대규모 영국군 공세 작전이 불가능했다. 독일군은 제2차 이프르 전투 (1915년 4월 22일 ~ 5월 15일)에서 자체적인 플란데런 공세를 실시하여 이프르 돌출부를 방어하기 더 어렵게 만들었다. 더글러스 헤이그 경은 12월 19일 존 프렌치 경의 뒤를 이어 영국 해외원정군(BEF) 총사령관이 되었다. 임명 일주일 후, 헤이그는 레지날드 베이컨 후방 제독을 만났고, 베이컨은 독일 유보트의 위협을 종식시키기 위해 벨기에 해안의 통제권을 확보하는 것의 중요성을 강조했다. 헤이그는 해안 작전에 회의적이었는데, 바다에서의 상륙이 예상보다 훨씬 어려울 것이고 해안을 따라 진격하는 데 너무 많은 준비가 필요하여 독일군이 충분한 경고를 받을 것이라고 믿었기 때문이다. 헤이그는 이프르에서 진격하여 이프르강 주변의 침수 지역과 해안을 우회한 다음, 네덜란드 국경까지 해안을 정리하기 위한 해안 공격을 시도하는 것을 선호했다.

#### 1916년
1916년 이프르 돌출부에서는 소규모 작전이 이루어졌는데, 일부는 베르됭 공세를 위한 독일군의 준비를 연합군으로부터 분산시키기 위한 독일군의 주도였고, 나중에는 솜 전투에서 연합군의 자원을 분산시키려는 시도였다. 다른 작전은 영국군이 영토를 되찾거나 독일군을 그들의 위치를 내려다보는 곳에서 몰아내기 위해 시작되었다. 2월 12일 보싱게에서, 2월 14일 호게와 성역 숲에서 교전이 있었다. 2월 14일부터 15일까지, 3월 1일부터 4일까지 블러프에서, 3월 27일부터 4월 16일까지 생트 엘로이 분화구에서, 그리고 6월 2일부터 13일까지 몽소렐 전투가 있었다. 1917년 1월, 제2군(헐버트 플러머 장군)은 II ANZAC 군단, IX, X, VIII 군단을 거느리고 라벤티에서 보싱게까지 플란데런의 서부 전선을 지켰고, 11개 사단과 예비군 2개 사단이 있었다. 양측 모두 참호 박격포 공격, 채굴, 기습 작전을 많이 벌였고, 1월부터 5월까지 제2군은 20,000명의 사상자를 냈다. 5월에는 남쪽에서 플란데런으로 증원군이 도착하기 시작했다. II 군단 본부와 17개 사단이 월말까지 도착했다.
1916년 1월, 플러머는 메신 능선, 릴, 후트훌스트 숲에 대한 공세를 계획하기 시작했다. 헨리 롤린슨 장군도 2월 4일 이프르 돌출부에서 공격을 계획하라는 명령을 받았다. 계획은 계속되었지만, 베르됭 전투와 솜 전투가 그해 남은 기간을 차지했다. 11월, 헤이그, 프랑스군 총사령관 조제프 조프르 및 다른 연합군은 샹티이에서 만났다. 사령관들은 1917년 2월 상반기까지 서부, 동부, 이탈리아 전선에서 중앙 동맹국을 압도하기 위한 동시 공격 전략에 합의했다. 런던에서 해군 본부와 참모 본부 회의는 1917년에 플란데런 작전을 수행할 것을 촉구했고, 조프르는 12월 8일 봄 공세 이후 플란데런 전역에 동의한다고 답했다. 서부 전선에서 소모전 공세 계획은 새로운 프랑스군 총사령관 로베르 니벨에 의해 폐기되었고, 그는 결정적인 전투 전략으로 돌아가는 것을 선호했다.

### 연합군 전략
니벨은 아라스에서 영국군이, 솜과 우아즈주 사이에서 프랑스군이 독일 예비군을 고정시키는 예비 공세를 계획했고, 이어서 엔강에서 프랑스군의 돌파 공세를 펼치고 추격 및 확전을 꾀했다. 헤이그는 유보적인 태도를 보였고, 1월 6일 니벨은 작전의 처음 두 부분이 돌파로 이어지지 않을 경우 작전을 중단하고 영국군은 플란데런 공세를 위해 병력을 북쪽으로 이동시킬 수 있다는 단서 조항에 동의했는데, 이는 영국 정부에 매우 중요했다. 1월 23일, 헤이그는 영국군 병력과 장비를 플란데런으로 이동하는 데 6주가 걸릴 것이라고 썼고, 3월 14일에는 메신 능선 작전이 5월에 시작될 수 있다고 언급했다. 3월 21일, 그는 니벨에게 메신에서 스텐스트라트까지의 공세를 준비하는 데 두 달이 걸리지만, 메신 작전은 5~6주 안에 준비될 수 있다고 썼다. 프랑스군의 주요 공격은 4월 9일부터 5월 9일까지 진행되었고, 돌파에 실패했다. 5월 16일, 헤이그는 플란데런 작전을 두 부분으로 나누어, 하나는 메신 능선을 점령하는 것이고, 주 공격은 몇 주 후에 있을 것이라고 썼다. 1917년 2월 1일 독일이 무제한 잠수함전을 재개한 후, 벨기에 해안을 정리하려는 영국의 결심은 더욱 시급해졌다. 1917년 5월 1일, 헤이그는 니벨 공세가 독일군을 약화시켰지만, 결정적인 타격을 시도하는 것은 시기상조라고 썼다. 독일군이 후퇴할 공간이 없는 전선에서 소모 과정은 계속될 것이다. 제한적인 성공이라도 이프르 돌출부의 전술적 상황을 개선하여 조용한 시기에도 예외적인 소모를 줄일 것이다. 5월 초, 헤이그는 플란데런 공세 날짜를 정했고, 메신 능선 공격은 6월 7일에 시작될 예정이었다.

### 케렌스키 공세

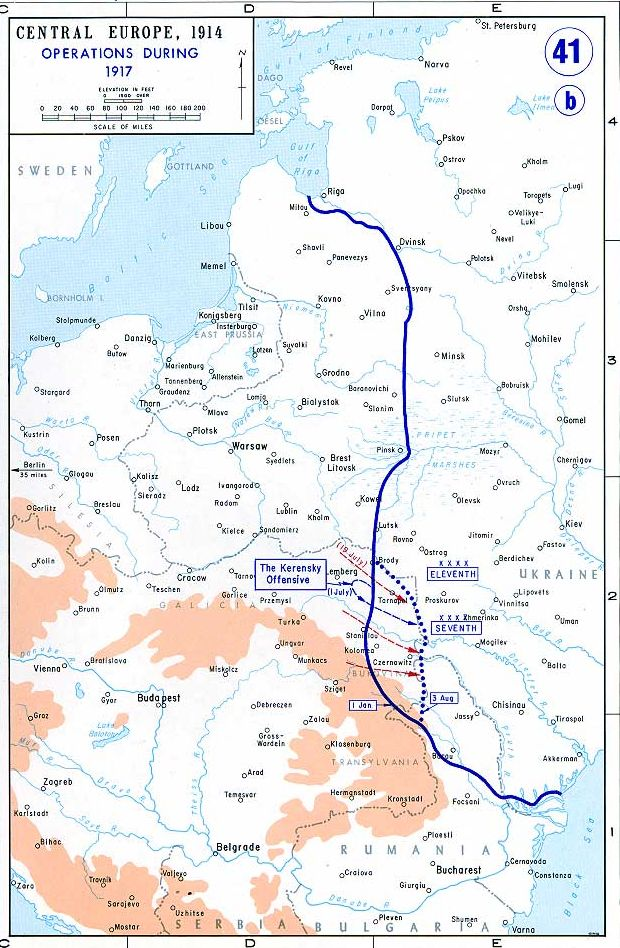

러시아군은 1916년 11월 15일~16일 샹티이 회의에서 연합국과 맺은 합의를 이행하기 위해 갈리치아에서 케렌스키 공세를 감행했다. 7월 1일부터 19일까지 짧은 성공 기간 후, 러시아 공세는 독일군과 오스트리아-헝가리군에 의해 저지되었고, 이들은 반격하여 러시아군을 후퇴시켰다. 1917년 9월 1일부터 5일까지 발트해 연안에서 독일군은 6개 사단으로 구성된 전략 예비군으로 공격하여 리가를 점령했다. 1917년 9월~10월의 알비온 작전에서 독일군은 리가만 어귀의 서부 에스토니아 제도를 점령했다. 서부 전선의 영국군과 프랑스군 사령관들은 1917년 말까지 동부 전선의 Ostheer에서 증원군이 도착하여 독일 서부군 (Westheer)이 강화될 것을 예상해야 했다. 헤이그는 러시아에서 독일군이 분산되는 동안 이를 최대한 활용하기를 원했고, 영국 전쟁 내각에 플란데런 전투에 최대한의 인력과 탄약을 투입할 것을 촉구했다.

## 서곡

### 이프르 돌출부
이프르는 남서쪽의 케멜 언덕과 동쪽에서 남서쪽에서 북동쪽으로 이어지는 낮은 언덕 줄기에 의해 내려다보인다. 비슈하테 (베이츠샤테)와 언덕 60은 베르브란덴몰렌 동쪽에 있으며, 호게, 폴리곤 우드와 파스샹달 (파스샹달)이 있다. 능선의 최고점은 이프르에서 7,000 yd (6,400 m) 떨어진 비슈하테에 있으며, 홀레베크에서는 능선이 4,000 yd (3,700 m) 떨어져 있고, 폴리곤 우드에서는 7,000 yd (6,400 m)로 후퇴한다. 비슈하테는 평야보다 약 150 ft (46 m) 높고, 호게의 이프르-메닌 도로에서는 약 100 ft (30 m), 파스샹달에서는 70 ft (21 m)이다. 존네베케 근처를 제외하면 경사는 완만하며, 1:33이다. 호게와 더 동쪽으로는 경사가 1:60이고, 홀레베크 근처에서는 1:75이다. 높이는 미묘하며 도시 주변의 접시 가장자리와 닮았다. 주요 능선은 동쪽으로 경사지는 지맥을 가지고 있으며, 비슈하테에서 특히 두드러지게 나타나며, 메신 (메선)까지 남동쪽으로 2 mi (3.2 km) 뻗어 있고, 동쪽으로는 완만한 경사, 서쪽으로는 1:10의 경사를 이룬다. 더 남쪽에는 진흙탕인 도브 강 계곡, 플뢰그스테르트 숲 (영국군에게는 플러그스트리트), 그리고 언덕 63이 있다. 메신 능선 서쪽에는 평행한 벌베르헴 (스판브루크몰렌) 지맥이 있고, 동쪽에는 또한 주요 능선과 평행한 오스타베르네 지맥이 있다. 이프르 남동쪽의 일반적인 지형은 낮은 능선과 움푹 들어간 곳으로 이루어져 있으며, 파스샹달 북쪽으로는 점차 평평해져 특징 없는 평야가 된다.
이프르 남동쪽의 고지대를 점령하면 군대는 지상 관측, 측방 사격, 수렴 포병 포격에 충분한 여유를 갖게 된다. 점령군은 또한 포병 배치와 증원군, 보급품 및 저장고의 이동을 시야에서 가릴 수 있다는 이점을 가지고 있다. 능선에는 비츠카테에서 존네베케까지 좋은 은폐를 제공하는 숲이 있었는데, 일부는 폴리곤 우드와 나중에 배틀 우드, 슈루즈베리 포레스트, 성역 숲으로 명명된 주목할 만한 크기의 숲이었다. 1914년에는 숲에 보통 하층 식물이 있었지만, 1917년에는 포병 포격으로 숲이 그루터기, 철조망에 얽힌 부서진 나무 줄기, 그리고 포탄 구멍으로 가득 찬 땅에 널려 있는 더 많은 철조망으로 변했다. 숲 사이의 간격에 있는 들판은 800–1,000 yd (730–910 m) 폭이었고 은폐물이 없었다. 포퍼링게에서 플라메르팅어까지 이프르로 가는 주요 도로는 협곡에 있어 능선에서 쉽게 관측되었다. 이 지역의 도로는 이프르에서 오는 주요 도로를 제외하고는 포장되지 않았으며, 가끔 마을과 주택이 산재해 있었다. 능선 서쪽의 저지대는 초원과 들판이 혼합되어 있었고, 나무가 산재한 높은 생울타리가 있었으며, 개울과 운하로 흘러들어가는 배수구 네트워크로 나뉘어 있었다.

### 지형

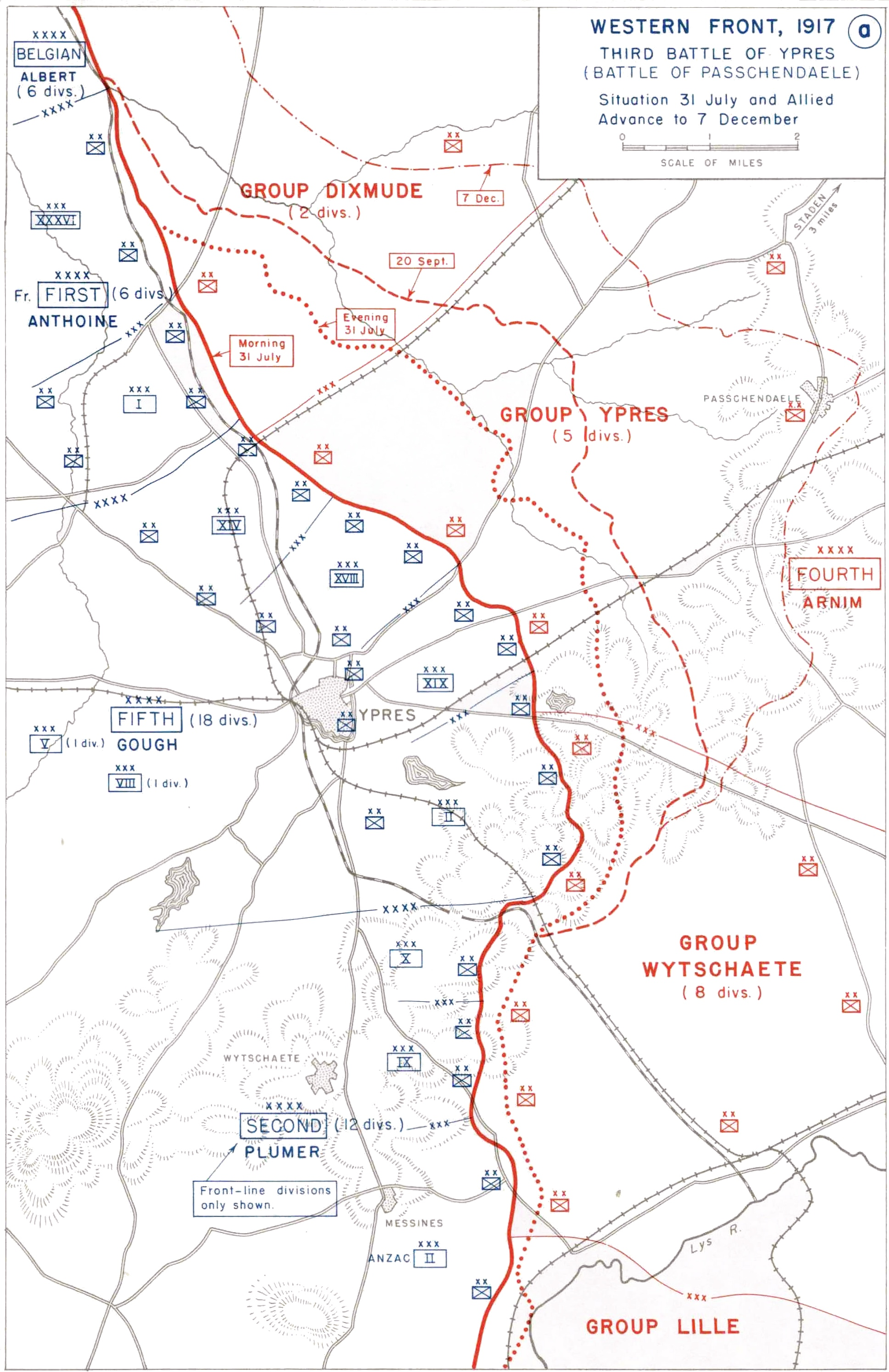

플란데런에서는 모래, 자갈, 이회암이 주로 분포하며, 일부 지역은 실트로 덮여 있다. 해안 지역은 모래로 되어 있지만, 내륙으로 조금 들어가면 이프르 계곡 쪽으로 땅이 높아지는데, 1914년 이전에는 번성하는 시장 정원이었다. 이프르는 해발 20 m (66 ft)이고, 북쪽으로 4 mi (6.4 km) 떨어진 빅스쿠테는 8.5 m (28 ft)이다. 동쪽으로는 몇 마일 동안 땅이 20–25 m (66–82 ft) 높이이고, 생줄리앙 근처의 스테인베크 강은 15 m (49 ft)이다. 메신에서 가장 높은 지점 80 m (260 ft)에서 북동쪽으로 뻗어 있는 낮은 능선이 있는데, 이프르에서 2 1/2 마일 (4.0 km) 떨어진 겔벨트 고원의 서쪽 끝 클랩햄 정션 (65 m (213 ft)), 겔벨트 (50 m (160 ft) 이상), 파스샹달 (이프르에서 5 1/2 마일 (8.9 km) 떨어진 50 m (160 ft)에서 북쪽 평야로 이어진다. 경사는 미미한 것부터 호게의 1:60, 존네베케의 1:33까지 다양하다.
지하에는 런던 클레이, 모래, 실트가 있으며, 영연방 전쟁 묘지 위원회의 모래, 사질토, 균형 잡힌 토양 분류에 따르면 메신 능선은 균형 잡힌 토양이고 이프르 주변은 사질토이다. 이 지역은 많은 개울, 운하, 배수로로 배수되며, 정기적인 관리가 필요하다. 1914년 이후 많은 배수 시설이 파괴되었지만, 일부는 영국 육지의 배수 회사들에 의해 복구되었다. 영국군은 이 지역이 남쪽의 루스, 기방시, 플러그스트리트 숲보다 더 건조하다고 생각했다. 1989년에 발표된 1867년에서 1916년까지 이프르에서 16 mi (26 km) 떨어진 릴의 기상 데이터 연구에 따르면, 8월은 습한 것보다 건조한 경우가 더 많았고, 건조한 가을(9월~11월)로 가는 경향이 있었으며, 10월의 평균 강수량은 1860년대 이후 감소했다.

### 영국군 계획
플란데런 작전 준비는 1915년에 헤이즈브루크-이프르 철도선을 복선화하고 베르그-프로벤 간 신규 철도선을 건설하면서 시작되었으며, 이 철도선은 1917년 초에 복선화되었다. 제2군 지역의 도로, 철도선, 철도역, 지선 건설은 지속적으로 이루어졌으며, 1917년 중반까지 이 지역은 BEF의 가장 효율적인 보급 시스템을 갖추게 되었다. 1916년 1월부터 1917년 5월 사이에 플란데런 공세를 위한 여러 계획과 메모가 작성되었으며, 작성자들은 가용한 공세 자원을 지형 및 독일군의 예상 방어선과 연관시키려 노력했다. 1916년 초, 헤이그와 군 사령관들은 북쪽으로 더 진격하기 위해 겔벨트 고원 점령의 중요성을 강조했다. 1917년 2월 14일, GHQ의 노먼 맥멀렌 대령은 대규모 전차 공격으로 고원을 점령하여 포병의 필요성을 줄일 것을 제안했다. 4월에는 기파르 르퀘인 마르텔 대위의 정찰 결과 이 지역이 전차에 부적합하다는 사실이 밝혀졌다.
2월 9일, 제4군 사령관인 롤린슨은 메신 능선이 하루 만에 점령될 수 있으며, 북쪽으로 더 공격하기 위해서는 겔벨트 고원 점령이 기본이 되어야 한다고 제안했다. 그는 생이브에서 몽소렐까지의 남쪽 공격이 먼저 이루어져야 하며, 몽소렐에서 스텐스트라트까지는 48~72시간 이내에 공격해야 한다고 제안했다. 롤린슨과 플러머와의 논의 및 헤이그의 변경 사항을 통합한 후, 맥멀렌은 2월 14일 그의 메모를 제출했다. 수정된 메모는 GHQ 1917년 계획이 되었다. 메신 능선 전투 일주일 후, 헤이그는 그의 군 사령관들에게 적을 소모시키고, 벨기에 해안을 확보하며, 파스샹달 능선을 점령하여 네덜란드 국경과 연결한 다음, 루슬라르로 진격하고 상륙 작전과 결합된 해안 공격인 허시 작전을 수행할 것을 목표로 제시했다. 인력과 포병이 부족할 경우, 계획의 첫 부분만 이행될 수 있었다. 4월 30일, 헤이그는 제5군 사령관인 고프에게 북부 작전과 해안 부대를 이끌 것이라고 말했지만, 공세에 대한 내각 승인은 6월 21일까지 이루어지지 않았다.

### 독일군 방어선

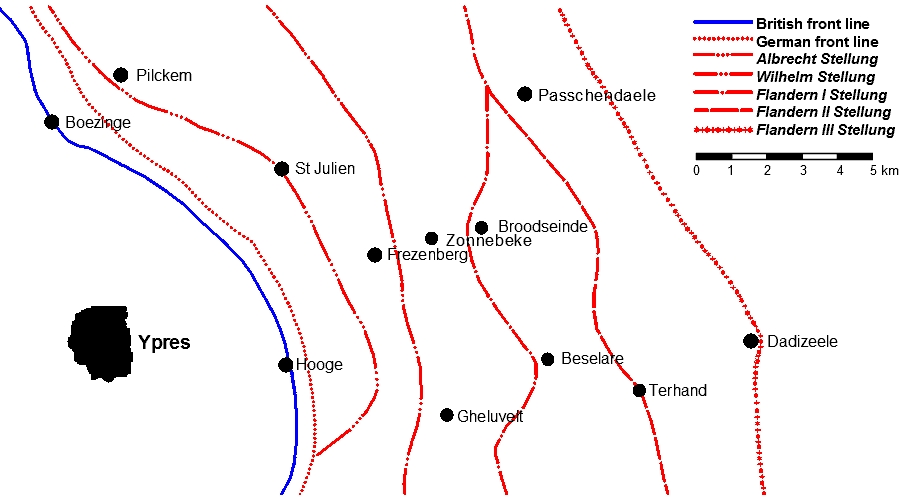
1917년 중반 이프르 동쪽 지역의 영국군 전선과 독일군 방어선

제4군은 군단 본부와 가변적인 사단들로 구성된 3개 Gruppen으로 25 mi (40 km)의 전선을 유지했다. 근위예비군단 본부를 기반으로 한 슈타덴 그룹은 나중에 추가되었다. 딕스무드 그룹은 12 mi (19 km)를 4개의 전선 사단과 2개의 투입 사단으로 유지했고, 이프르 그룹은 필켐에서 메닌 로드까지 6 mi (9.7 km)를 3개의 전선 사단과 2개의 투입 사단으로 유지했고, Wijtschate 그룹은 메닌 로드 남쪽의 비슷한 길이의 전선을 3개의 전선 사단과 3개의 투입 사단으로 유지했다. 투입 사단은 메닌 및 파스샹달 능선 뒤에 주둔했다. 약 5 mi (8.0 km) 더 뒤에는 4개의 투입 사단이 더 있었고, 그로부터 7 mi (11 km) 떨어진 곳에는 OHL 예비군 2개 사단이 더 있었다.
독일군은 영국군이 메신 전투의 승리를 이용하여 메신 능선 북쪽 끝 너머의 타워 햄릿 돌출부로 진격하려고 시도할 것을 우려했다. 6월 9일, 루프레히트 왕세자는 메신 동쪽의 Flandern 선으로 철수할 것을 제안했다. 방어선 건설이 시작되었지만, 프리츠 폰 로스베르크가 제4군 참모총장으로 임명된 후 중단되었다. 로스베르크는 Flandern 선으로의 철수 제안을 거부하고, 오스타베르네 선 동쪽의 전선을 엄격하게 유지하도록 명령했다. Flandern 선 전방의 파스샹달 능선을 따라 있는 Flandernstellung (플란데런 진지)은 Flandern I Stellung이 되고, 새로운 진지인 Flandern II Stellung은 메닌 서쪽에서 북쪽으로 파스샹달까지 이어질 것이었다. 메닌 동쪽에서 북쪽으로 무르스레드까지의 Flandern III Stellung 건설도 시작되었다. 1917년 7월부터 이프르 동쪽 지역은 전방 진지, Albrechtstellung (제2진지), Wilhelmstellung (제3진지), Flandern I Stellung (제4진지), Flandern II Stellung (제5진지), 그리고 Flandern III Stellung (제6진지, 미완성)로 방어되었다. 독일 방어선 사이에는 존네베케와 파스샹달과 같은 마을이 있었는데, 이들은 요새화되어 전방위 방어를 위해 준비되었다.
6월 25일, 제1병참감 에리히 루덴도르프는 루프레히트 왕세자에게 이프르 그룹이 Wilhelmstellung로 철수하고 Albrechtstellung에는 전초 기지만 남길 것을 제안했다. 6월 30일, 육군 집단 참모총장 폰 쿨 장군은 파스샹달 능선을 따라 Flandern I Stellung으로 철수하여, 북쪽의 랑게마르크 근처와 남쪽의 아르망티에르의 옛 전선과 합류할 것을 제안했다. 이러한 철수는 필켐 능선에서의 급작스러운 후퇴를 피하고 영국군에게 시간 소모적인 재배치를 강요할 것이다. 로스베르크는 이에 동의하지 않았는데, 영국군이 광범위한 공세를 펼칠 것이고, Sehnenstellung 동쪽의 지형은 방어하기 쉽고, 메닌 로드 능선은 독일 방어 시스템의 Schwerpunkt (주요 노력 지점)로 만들면 지켜낼 수 있다고 믿었기 때문이다. 필켐 능선은 스테인베크 계곡에 대한 영국군의 지상 관측을 차단한 반면, 독일군은 파스샹달 능선에서 그 지역을 볼 수 있어, 독일 보병이 관측된 포병 사격의 지원을 받을 수 있었다. 로스베르크의 판단이 받아들여졌고 철수는 이루어지지 않았다.

### 메신 전투

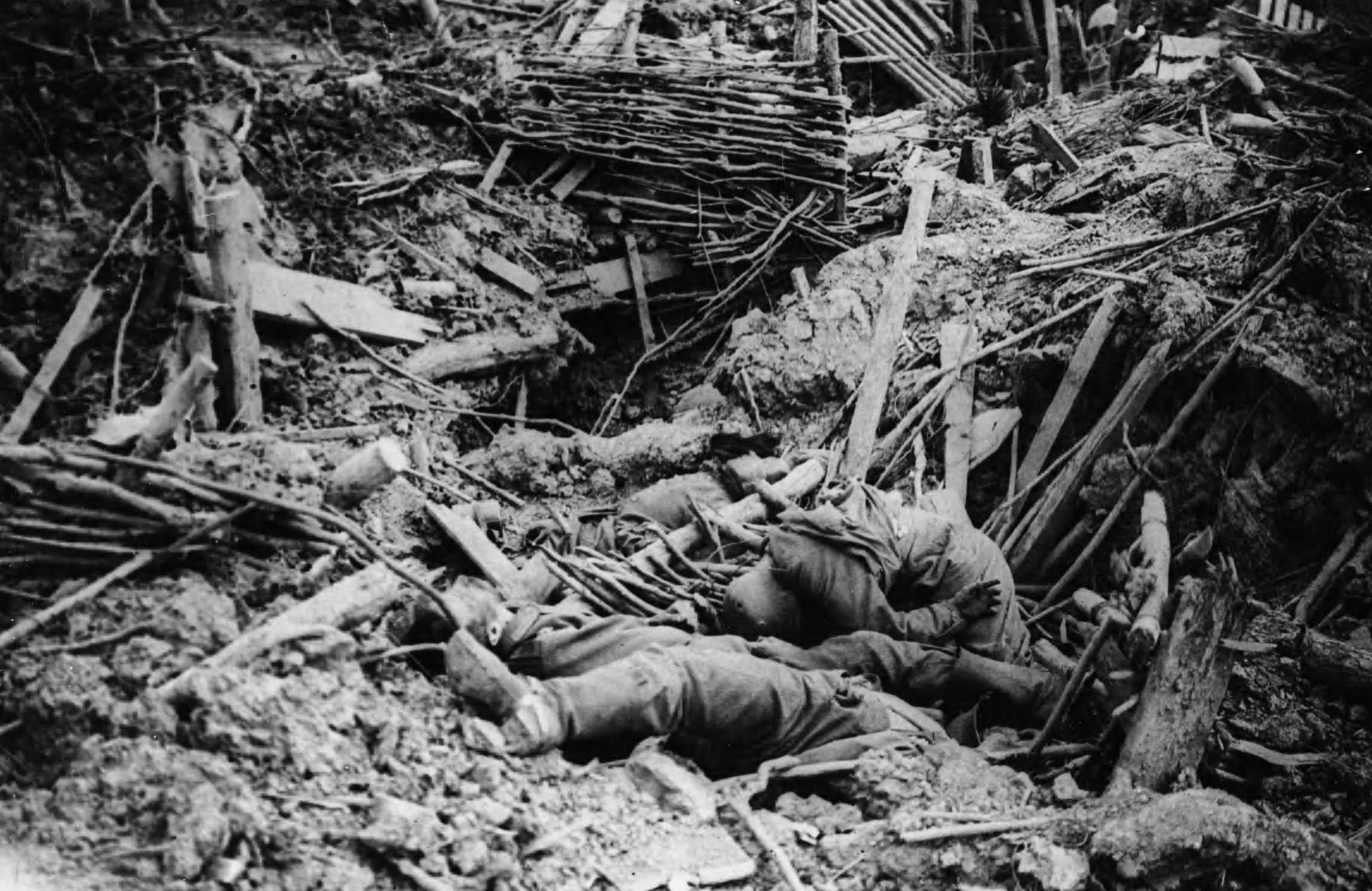

영국군 계획의 첫 단계는 이프르 남쪽 메신 능선의 독일군 진지에 대한 예비 공격이었다. 능선의 독일군은 이프르에 대한 관측을 가지고 있었고, 능선을 점령하지 않으면 북쪽 돌출부에서 영국군의 공격에 대해 관측된 측방 포격을 가할 수 있었다. 1915년 중반부터 영국군은 능선의 독일군 진지 아래로 채굴하고 있었고, 1917년 6월까지 21개의 지뢰에 거의 1,000,000 lb (450,000 kg)의 폭발물이 채워져 있었다. 독일군은 영국군이 채굴하고 있다는 것을 알고 대책을 마련했지만, 영국군의 노력의 규모에 놀랐다. 두 개의 지뢰는 폭발하지 않았지만, 6월 7일 오전 3시 10분 영국 일광 절약 시간대에 19개가 폭발했다. 최종 목표는 어둠이 깔리기 전에 대부분 달성되었고, 영국군은 초기 공격에서 예상된 50%의 사상자보다 적은 손실을 입었다. 보병이 능선 저편을 넘어 진격하자, 능선 동쪽의 독일군 포병과 기관총이 발포했고, 영국군 포병은 이를 제압하기 어려웠다. 이 공격은 제4군이 1914년 제1차 이프르 전투 이래로 점령했던 이프르 돌출부 남쪽 면의 지배적인 지형에서 독일군을 제거했다.

## 전투

### 7월–8월

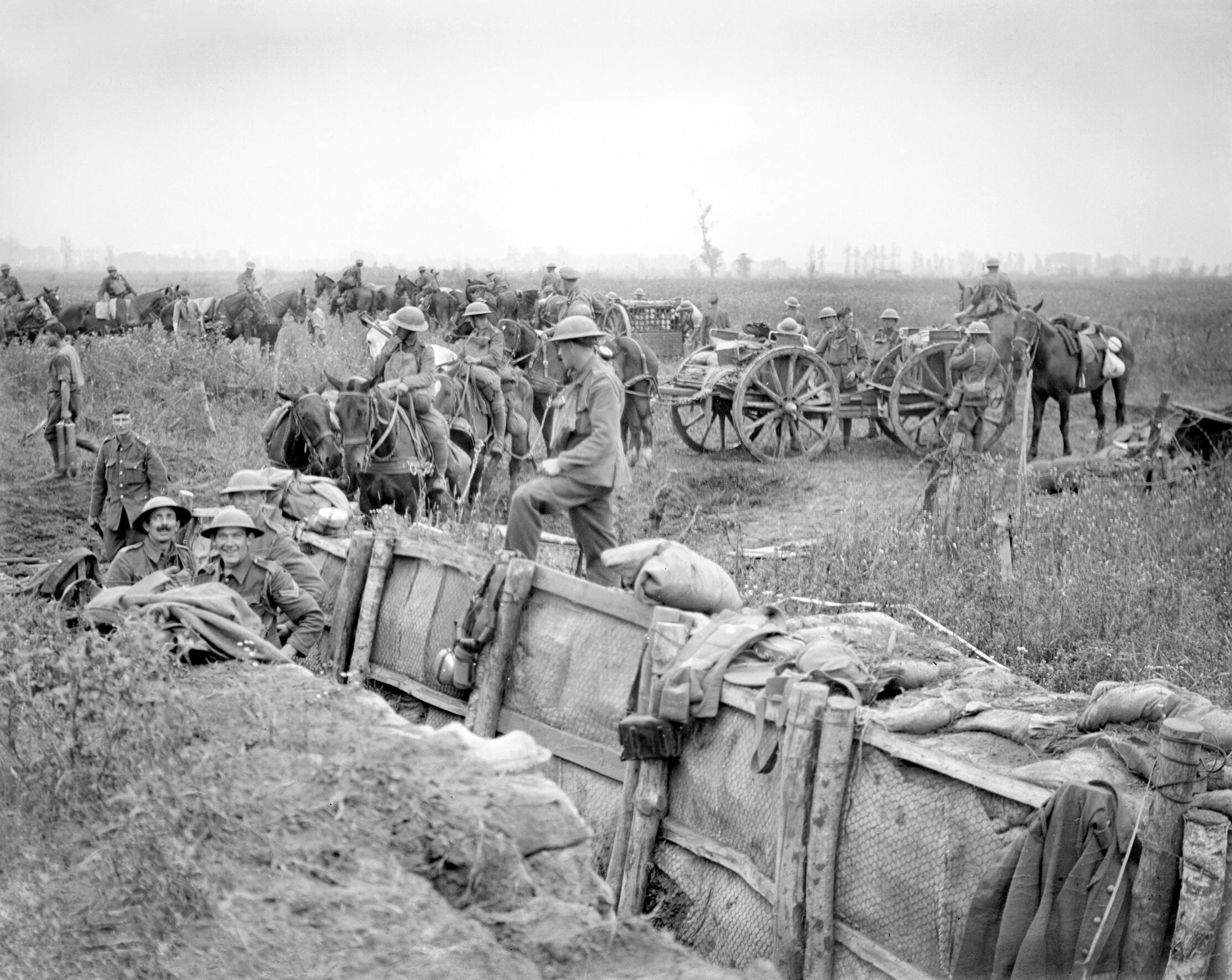

헤이그는 4월 30일 고프를 공세 지휘관으로 선택했고, 6월 10일 고프와 제5군 사령부는 메신 능선 북쪽 이프르 돌출부를 장악했다. 고프는 GHQ 1917년 계획과 헤이그로부터 받은 지시를 바탕으로 공세를 계획했다. 고프는 6월 6일과 16일 군단장들과 회의를 가졌고, 이전 계획에서 이틀째 목표였던 Wilhelmstellung (제3선)을 포함하는 세 번째 목표를 첫날 목표로 추가했다. 첫날 목표로 네 번째 목표인 적선도 주어졌는데, 독일군 방어가 붕괴된 곳에서는 사단 및 군단장의 재량에 따라 신선한 병력으로 시도할 수 있었다. 공격은 돌파 작전으로 계획되지 않았고, 독일군의 네 번째 방어선인 Flandern I Stellung은 전선에서 10,000–12,000 yd (9,100–11,000 m) 뒤에 있었으며 첫날 목표가 아니었다.
제5군 계획은 롤린슨과 플러머가 고안한 계획보다 더 야심찼는데, 롤린슨과 플러머의 계획은 첫날 1,000–1,750 yd (910–1,600 m) 전진을 포함했지만, 제5군 계획은 첫 세 공격을 사흘이 아닌 하루에 압축하여 진행했다. GHQ 작전 국장 존 데이비슨 소장은 메모에서 "제한된 목표를 가진 단계별 공격이 무엇을 의미하는지에 대한 모호성"이 있다고 썼으며, 영국 포병의 집중을 높이기 위해 첫날 1,750 yd (1,600 m) 전진으로 되돌릴 것을 제안했다. 고프는 일시적으로 방어되지 않은 지역을 점령할 기회를 활용하는 계획의 필요성을 강조했는데, 이는 오랜 준비의 이점을 누릴 첫 공격에서 더 가능성이 높았다. 이는 이전 전투에서는 이루어지지 않았고, 점령할 수 있었던 빈 땅은 독일군에 의해 재점령되었다. 6월 말, 헤이그는 제2군에서 II 군단(클라우드 제이콥 중장)에 사단을 추가했고, 다음 날 고프와 헐버트 플러머 장군, 제2군 사령관과 회의 후, 헤이그는 제5군 계획을 승인했다.

#### 필켐 능선 전투

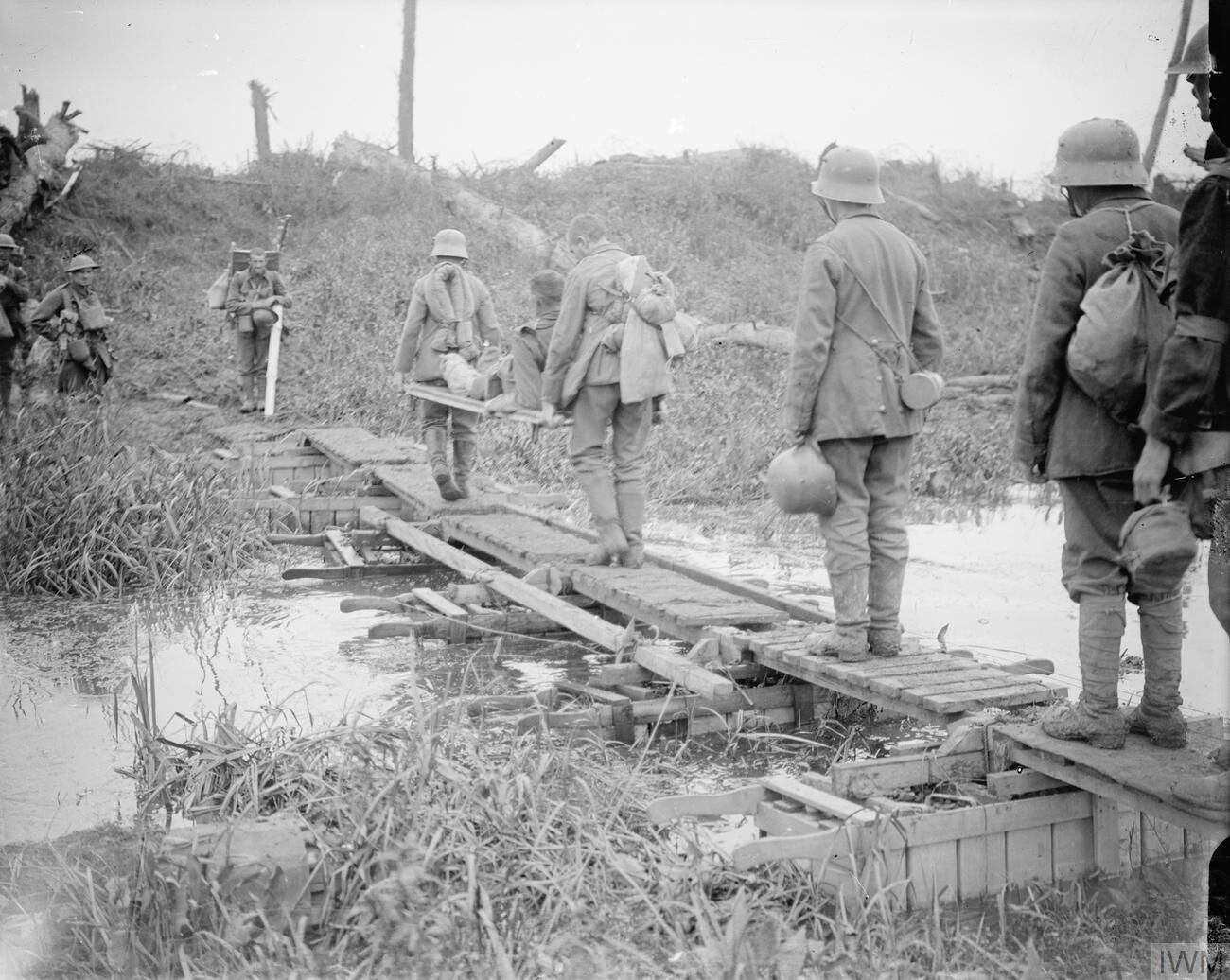

영국군의 공격은 7월 31일 오전 3시 50분에 시작되었다. 공격은 새벽에 시작될 예정이었으나, 끊이지 않는 낮은 구름층 때문에 보병이 진격할 때도 여전히 어두웠다. 남쪽 겔벨트 고원을 가로지르는 II 군단의 주 공격은 독일군의 포병, 지상 유지 사단 (Stellungsdivisionen) 및 투입 사단의 주요 방어 집중점에 직면했다. 공격은 북쪽 측면에서 가장 큰 성공을 거두었으며, XIV 군단과 프랑스 제1군 모두 2,500–3,000 yd (2,300–2,700 m) 전진하여 스테인베크 강변에 도달했다. 중앙에서 XVIII 군단과 XIX 군단은 스테인베크 강변 (검은선)으로 진격하여 전선을 강화하고, 약 4,000 yd (3,700 m)의 전진을 위해 신선한 병력을 초록선으로, XIX 군단 전선에서는 적선으로 보냈다. 이프르 그룹은 정오쯤에 사정거리에 있는 모든 포병과 항공기의 지원을 받아 영국군의 침투 측면에 반격했다. 독일군은 영국군 3개 여단을 검은선까지 70%의 사상자를 내며 후퇴시킬 수 있었다. 독일군의 진격은 진흙, 포병 및 기관총 사격으로 검은선에서 저지되었다.

#### 베스투크 점령

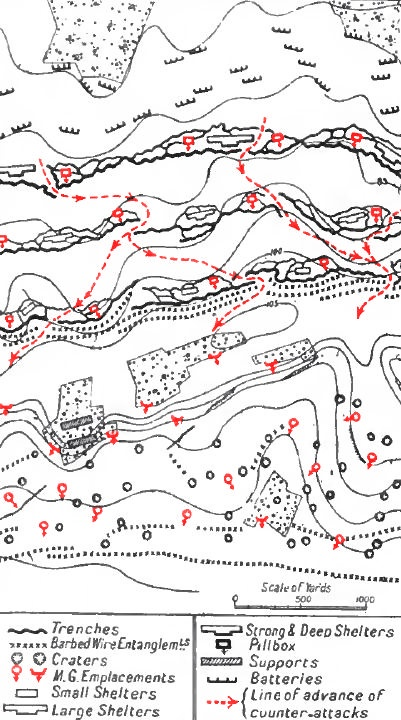

8월 2일부터 비로 인한 지연 이후, 8월 10일 II 군단은 겔벨트 고원에 남은 검은선(두 번째 목표)을 점령하기 위해 다시 공격했다. 보병의 진격은 성공했지만, 독일군의 포병 사격과 보병 역습으로 글렌코스 우드에서 18사단(동부) 보병이 고립되었다. 오후 7시경, 독일 보병은 연막탄 뒤에서 공격하여 글렌코스 우드의 북서쪽 구석을 제외한 모든 곳을 탈환했다. 북쪽 베스투크 능선에서 25사단의 진격만 유지되었다. IX 예비군단 본부인 Gruppe Wijtschate (비슈하테 그룹) 참모장 알브레히트 폰 태어 중령은 전선에 투입된 지 14일 만에 사상자가 1916년 솜 전투의 4,000명에 비해 평균 1,500~2,000명으로 줄었다고 언급했으며, 독일군의 사기는 전년도보다 높았다고 덧붙였다.

#### 언덕 70 전투
랑스와 릴을 위협하기 위한 공격은 6월 말 소쉐 강 근처 가브렐과 오피에서 제1군이 수행할 예정이었다. 목표는 아비옹과 랑스 서쪽 끝 사이의 독일군 돌출부를 제거하고, 저수지 언덕(언덕 65)과 언덕 70을 점령하는 것이었다. 이 공격은 중포와 공성포를 이프르로 옮기기 전에 사용하기 위해 계획보다 일찍 실시되었고, 소쉐 작전은 축소되었으며 언덕 70 공격은 연기되었다. 이프르에서 30 mi (48 km) 남쪽에 있는 언덕 70 전투는 결국 8월 15일부터 25일까지 벌어졌다. 캐나다 군단은 이 작전에서 독일 제6군의 4개 사단과 싸웠다. 언덕 70 점령은 값비싼 성공이었고, 캐나다 3개 사단은 맞서는 독일군 사단에게 많은 사상자를 입혔고, 플란데런에서 지친 사단을 교체하기 위해 예비된 병력을 묶어두었다. 육군 집단 루프레히트 왕세자의 참모총장 헤르만 폰 쿨은 나중에 그것이 값비싼 패배였고 플란데런에서 싸워 지친 사단을 교체하려는 계획을 망쳤다고 썼다.

#### 랑게마르크 전투
랑게마르크 전투는 8월 16일부터 18일까지 벌어졌다. 제5군 사령부는 허시 작전에 대한 지연이 미칠 영향에 영향을 받았는데, 허시 작전은 8월 말의 만조가 필요했거나 한 달 연기되어야 했다. 고프는 폴리곤 우드에서 랑게마르크까지의 나머지 녹색선, 즉 Wilhelmstellung (독일 제3선) 바로 너머를 점령하고 북쪽으로 스테인베크를 건널 작정이었다. II 군단 지역에서는 8월 10일의 실망이 반복되어 보병이 진격에 성공했지만, 독일군 포병에 의해 고립되었고 독일군 역습으로 시작 지점으로 후퇴해야 했다. 다만 웨스트후크 근처의 25사단 지역은 예외였다. 독일 보병이 더 진격하려는 시도는 영국군 포병 사격으로 많은 사상자를 내며 저지되었다. XVIII 군단 지역에서 북쪽으로 더 진격하여 생줄리앙의 북쪽 끝과 랑게마르크 남동쪽 지역을 탈환하고 점령했으며, XIV 군단은 이프르-슈타덴 철도 북쪽, 코르테베크 강 근처의 랑게마르크와 Wilhelmstellung을 점령했다. 프랑스 제1군은 코르테베크와 생얀스베크 강 서쪽의 Wilhelmstellung의 북쪽 구간까지 진격하여 코르테베크의 동쪽으로 넘어갔다.

#### 국지적 공격

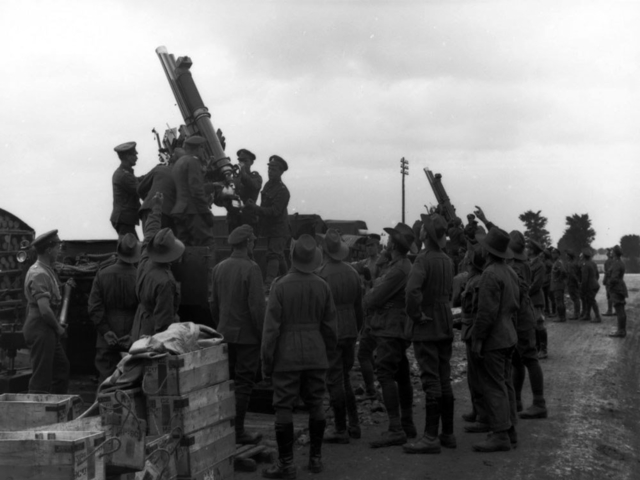

고지대에서 독일군은 랑게마르크 너머의 영국군 사단에 많은 손실을 계속 입혔지만, 8월 19일, 이틀간의 화창하고 건조한 날씨 후, XVIII 군단은 새로운 보병, 전차, 항공기 및 포병 작전을 수행했다. Wilhelmstellung 전방의 생줄리앙-포엘카펠 도로를 따라 있는 독일군 거점과 참호가 점령되었다. 8월 22일, XIX 및 XVIII 군단은 더 많은 땅을 확보했지만, 독일군에 의해 내려다보이는 전술적 불리함은 계속되었다. 8월 22일부터 24일까지 겔벨트 고원에서 논네 보셴, 글렌코스 우드, 인버네스 코프스를 점령하려는 II 군단의 공격은 양측에 많은 희생을 치르며 실패했다. 고프는 8월 24일 새로운 보병 대형인 "벌레" 뒤에 산병선을 배치하도록 지시했고, 케이반은 참호가 넓은 전선에서 동시에 공격되어야 한다고 언급했다. 8월 25일 예정된 또 다른 총공세는 예비 공격의 실패로 지연되었고, 더 나쁜 날씨로 인해 연기되었다. 8월 27일, II 군단은 전차와 보병의 합동 공격을 시도했지만 전차가 진흙탕에 빠졌고 공격은 실패했으며, 헤이그는 날씨가 개선될 때까지 작전을 중단했다.

#### 날씨

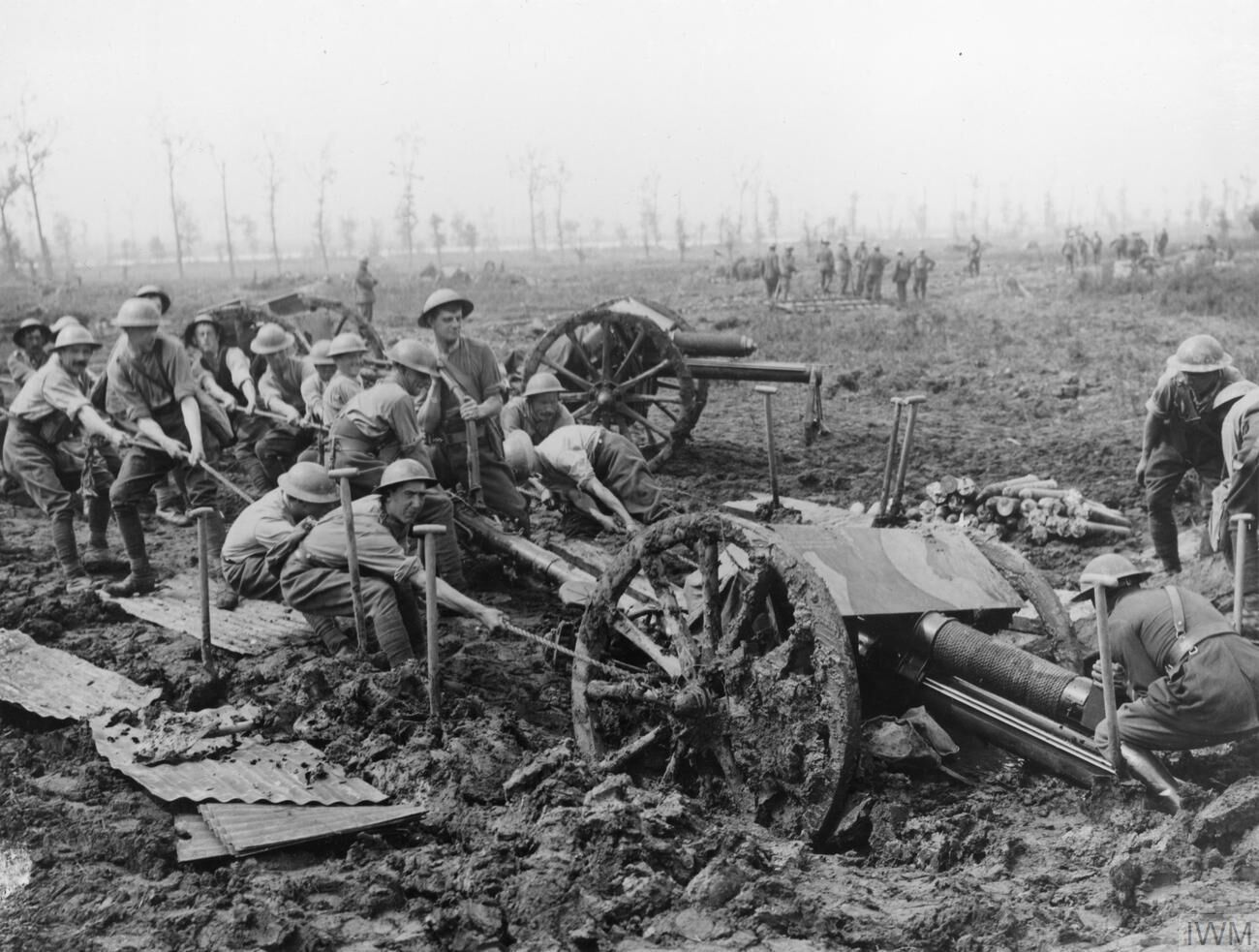

육군 원수 헤이그 백작(1929)에서, 1915년부터 1918년까지 BEF 정보국장 대령 존 차터리스는 다음과 같이 썼다.
80년이 넘는 기록을 면밀히 조사한 결과, 플란데런의 날씨는 인도 몬순처럼 매년 8월 초에 나빠지는 것으로 나타났다. 일단 가을비가 시작되면 어려움은 크게 가중될 것이다... 불행히도, 지금은 30년 만에 가장 습한 8월이 시작되었다.— Charteris

이 중 첫 부분만 로이드 조지(1934), 리델 하트(1934), 레온 볼프(1959)가 인용했으며, 1997년 에세이에서 존 허시(John Hussey)는 차터리스의 글을 "당혹스럽다"고 평했다. BEF는 1915년에 어니스트 골드 휘하에 기상 부서를 설립했으며, 1917년 말에는 16명의 장교와 82명의 병사가 있었다. 이 부서는 6월 7일부터 14일까지의 따뜻한 날씨와 뇌우를 예측했다. 1958년 1월 17일 언론에 보낸 편지에서 골드는 플란데런 기후의 사실이 차터리스의 말과 모순된다고 썼다. 1989년에 필립 그리피스는 1916년 이전 30년간 플란데런의 8월 날씨를 조사한 결과,
...그 달 초에 날씨가 규칙적으로 나빠진다는 것을 시사할 이유는 전혀 없다.— Griffiths

1901년부터 1916년까지 카그리네즈의 기상 관측소 기록에 따르면, 8월의 65%는 건조했으며, 1913년부터 1916년까지 비가 오지 않은 날은 각각 26, 23, 23, 21일이었고, 월별 강수량은 각각 17, 28, 22, 96 mm였다.
...플란데런 전역 이전 여름의 8월은 습한 날보다 건조한 날이 더 많았다.— Griffiths

1917년 8월에는 127 mm의 비가 내렸고, 이 중 84 mm는 8월 1일, 8일, 14일, 26일, 27일에 내렸다. 그 달은 흐리고 바람이 없어서 증발이 크게 줄었다. 10일씩 두 기간과 11일씩 한 기간으로 나누면, 각각 53.6, 32.4, 41.3 mm의 비가 내렸다. 7월 31일 오후 6시 이전 61시간 동안 12.5 mm가 내렸다. 7월 31일 오후 6시부터 8월 4일 오후 6시까지 추가로 63 mm의 비가 내렸다. 1917년 8월은 3일이 건조했고, 14일은 1 mm 미만의 비가 내렸다. 3일은 햇볕이 들지 않았고, 하루는 6분간 햇볕이 들었다. 8월 1일부터 27일까지 총 178.1시간의 일조량이 있었으며, 하루 평균 6.6시간이었다. 허시(Hussey)는 1917년 8월의 습한 날씨가 이례적이었고, 헤이그가 비가 적고 햇볕과 미풍에 의해 빠르게 건조될 것이라고 기대한 것은 정당했다고 썼다.

#### 베르됭
페탱은 플란데런 공세를 지원하기 위해 7월 중순 베르됭에서 프랑스 제2군을 투입했다. 공격은 니벨 공세의 실패 이후 프랑스군 내에서 일어난 반란과, 6월 28일~29일 베르됭에서 독일군이 프랑스군의 공격 거점을 일부 점령하면서 지연되었다. 7월 17일 프랑스의 반격으로 잃었던 땅을 되찾았지만, 8월 1일 독일군이 다시 점령했고, 8월 16일에는 동부 강둑의 땅까지 차지했다. 프랑스군은 8월 20일 공격을 시작하여 9월 9일까지 10,000명의 포로를 잡았다. 산발적인 전투는 10월까지 계속되어 서부 전선과 다른 곳에서 독일군의 어려움을 가중시켰다. 루덴도르프는 이렇게 썼다.
메우스 강 왼쪽 둑에서는 한 사단이 실패했다... 그러나 이곳과 플란데런 모두에서 실패를 피하기 위해 모든 가능한 노력을 기울였다... 프랑스군은 다시 공세를 펼칠 수 있게 되었다. 그들은 빠르게 우울감을 극복했다.— 루덴도르프: 회고록

현지 투입 사단이 플란데런으로 전출되었기 때문에 독일군의 반격은 불가능했다.

### 9월–10월

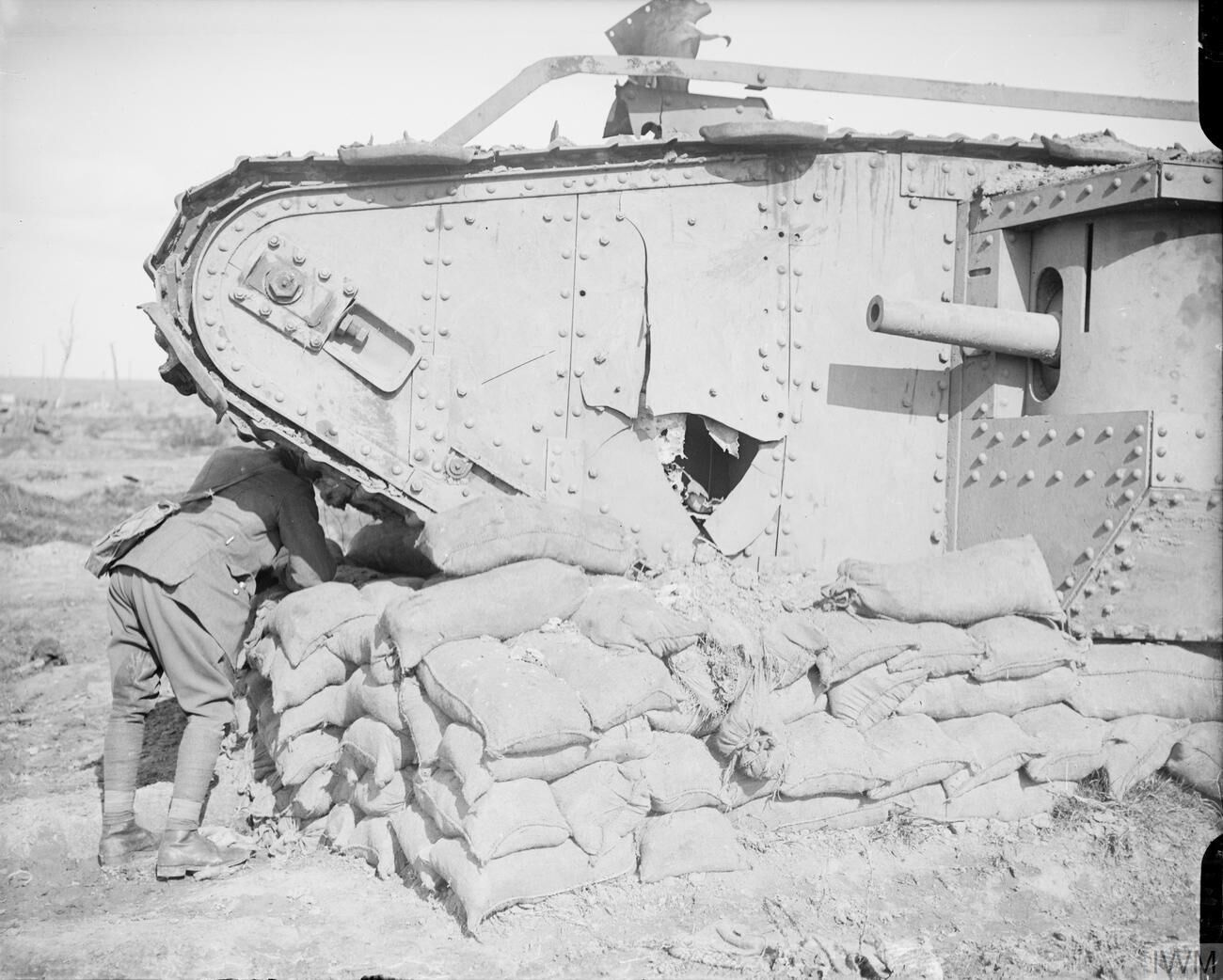

제4군은 8월에 겔벨트 고원을 지켜냈지만, 사상자로 인해 독일군의 인력 부족이 심화되었다. 헤이그는 8월 25일 주 공세 노력을 제2군으로 옮겼고, 제2군의 북쪽 경계를 이프르-루슬라르 철도에 더 가깝게 이동시켰다. 남쪽의 다른 군에서 더 많은 중포병을 플란데런으로 보내 겔벨트 고원 맞은편에 배치했다. 플러머는 8월의 느리고 값비싼 진격 동안 제5군의 전술적 발전을 계속했다. 약 3주간의 휴지기 후, 플러머는 포병과 보급품을 전방으로 가져오기 위해 6일 간격으로 겔벨트 고원을 네 단계로 점령할 계획이었다. 제2군의 공격은 계속 제한되었고, 보병 여단 전술은 7월 31일의 제5군 관행과는 반대로 첫 번째 목표를 각 대대와 최종 목표를 두 대대로 공격하도록 변경되었다. 이는 Albrechtstellung과 Wilhelmstellung 사이에서 발견된 분산된 방어선에 적응하기 위함이었다.
플러머는 플란데런에 도착하는 중포병 및 중형 포병 증원군을 포격에 추가하도록 조치했으며, 이는 제5군에 가용한 포병으로는 불가능했던 일이었다. 전술적 변화는 7월 31일보다 좁은 전선에서 더 얕은 깊이로 더 많은 보병이 공격하도록 보장했으며, 8월의 제5군 공격과 유사했다. 지면이 마르면 가능했던 더 빠르고 신속한 진격은 전술적으로 유리한 지점, 특히 해당 지역의 역경사면에 통합될 예정이었으며, 보병은 여전히 포병 및 항공기와 연락을 유지하며 반격을 격퇴할 준비가 되어 있었다. 더 빠른 작전 속도는 독일군이 전선 후방의 철도 병목 현상으로 인해 지친 사단을 교체하는 데 어려움을 가중시키려는 의도였다. 영국군의 공격 중단은 일부 독일군 사령관들을 오도하게 했고, Gruppe Wijtschate의 참모장 알브레히트 폰 태어는 "거의 지루하다"고 썼다. 쿨은 공세가 끝났는지 의심했지만, 9월 13일까지 생각을 바꿨다. 2개 사단, 13개 중포 포대, 12개 야전 포대, 3개 전투기 비행대, 4개 다른 Luftstreitkräfte 부대가 제4군에서 전출되었다.

#### 독일군 전술 변화
7월 31일에 1–2 mi (1.6–3.2 km) 떨어진 목표를 설정한 후, 영국군은 8월에 약 1,500 yd (1,400 m)의 더 짧은 진격을 시도했지만, 전장 남부에서는 비에 젖은 지면과 시야 불량으로 인해 방어군에게 유리하게 작용하여 이러한 목표를 달성할 수 없었다. 9월 초 건조한 날씨 이후, 영국군의 진격은 훨씬 빨라졌고, 최종 목표는 새벽 몇 시간 만에 도달하여 독일군의 반격 사단을 혼란스럽게 했다. 2 mi (3.2 km)의 진흙을 건너온 Eingreif 사단은 영국군이 이미 참호를 파고 들어갔으며, 독일군의 전방 전투 지역과 그 허약한 주둔군은 되찾을 수 없는 상태가 되었다는 것을 발견했다. 8월에는 독일군 최전방 사단이 2개 연대를 최전방에 배치하고, 3번째 연대는 예비로 두었다. 최전방 대대는 영국군의 공격력, 지속적인 포격, 날씨로 인해 예상보다 훨씬 더 자주 교체되어야 했다. 교체 부대는 최전방을 유지하는 부대와 섞였고, 예비 연대는 신속하게 개입하지 못하여, Eingreif 사단이 몇 시간 후에 도착할 때까지 최전방 대대가 지원을 받지 못했다.
7월과 8월, 독일군 반격 (Eingreif) 사단은 "이동 작전 중 접촉을 위한 전진"을 수행하여 독일군에게 여러 차례 값비싼 방어적 성공을 안겨주었다. 메닌 로드 능선 전투 이후 독일군 전술이 변경되었다. 9월 26일 또 다른 패배 이후, 독일군 사령관들은 영국군이 채택한 더 보수적인 형태의 제한된 공격에 대응하기 위해 더 많은 전술적 변화를 가했다. 9월의 독일군 반격은 영국 보병 진격의 억제된 성격 때문에 "강화된 야전 진지에 대한 공격"이었다. 9월 초의 좋은 날씨는 영국군의 보급 어려움을, 특히 탄약 면에서 크게 완화시켰고, 영국군은 충분한 시간을 벌어 확보된 지점에 심층 방어선을 구축하고, 고정된 포격 방어로 보호할 수 있었다. 영국군은 건조하고 맑은 조건에서 공격했으며, 반격 정찰을 위해 더 많은 항공기를 전장 상공에 투입했다. 또한 1916년에는 정찰기가 전장 상공을 저고도로 비행하여 영국군 위치를 파악하는 접촉 순찰에서 승무원의 보고로 군단 사령부가 상황을 파악하고 있었다. 여단 본부는 상황을 모르고 있었고, 정보를 신속하게 전방으로 전송하기 위한 조치가 취해졌다. 독일군은 보병의 위치에 대한 불확실성 때문에 체계적인 방어 포격을 포기했으며, 이는 영국 보병이 그 반대로부터 이점을 얻고 있을 때였다. 독일군의 반격은 값비싼 실패였으며, 9월 28일 태어는 경험이 "끔찍하다"고 썼고, 무엇을 해야 할지 모르겠다고 썼다.
루덴도르프는 Stellungsdivisionen (지상 유지 사단)에게 전방 주둔군을 강화하라고 명령했다. 지원 및 예비 대대의 기관총을 포함한 모든 기관총은 전방 지역으로 보내져 250 yd (230 m)마다 4~8개의 총기로 구성된 포위망을 형성했다. Stellungsdivisionen은 Eingreif 사단의 Stoß (충격) 연대로 강화되었는데, 이들은 전방 전투 지역 뒤의 포병 방어선으로 이동하여 더 빨리 반격했다. Eingreif 사단의 다른 연대들은 후방에 대기하여 하루나 이틀 후에 체계적인 반격 (Gegenangriff)을 수행하고, 영국군이 재편성될 때 저지 공격을 수행할 예정이었다. 9월 30일에는 더 많은 전술적 변화가 명령되었다. 영국 보병 손실을 늘리기 위한 작전은 계속될 것이며, 날씨가 허락하는 한 가스 포격도 늘릴 것이었다. 영국군이 독일 포병의 포격을 받을 수 있도록 보병을 전방 진지에 강화하도록 유도하는 데 모든 노력을 기울였다. 9월 26일부터 10월 3일까지 독일군은 적어도 24차례 공격했고, 존네베케 주변 지역을 탈환하기 위한 체계적인 반격 (Gegenangriff)인 호엔슈투름 작전 (Unternehmen Hohensturm)이 10월 4일로 계획되었다.

#### 메닌 로드 능선 전투

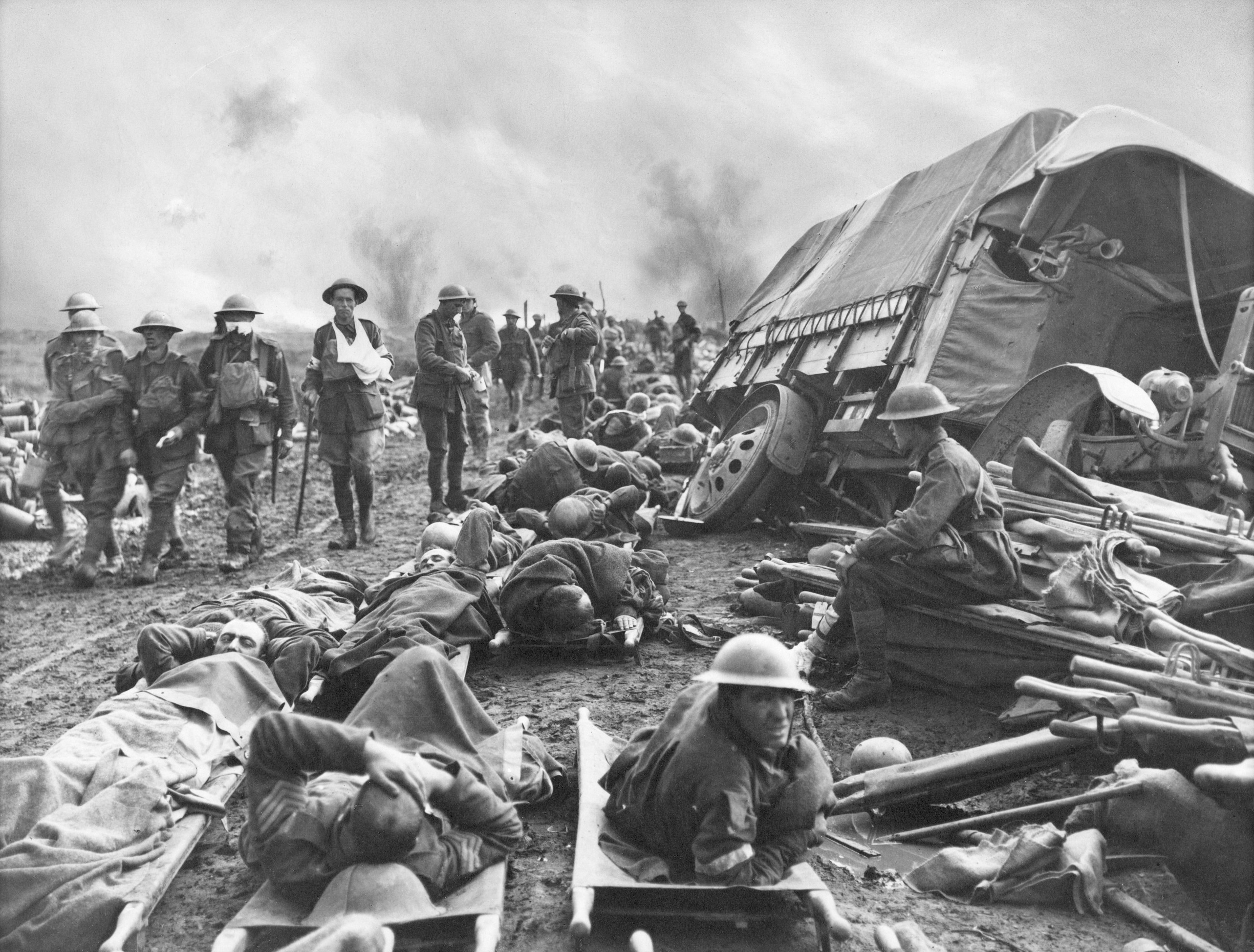

9월 20일부터 25일까지 벌어진 전투에 대한 영국군의 계획은 독일군 콘크리트 참호와 기관총 진지를 파괴하기 위해 중포병과 중포병의 사용에 더 많은 비중을 두었다. 이러한 진지는 7월의 원래 전선보다 공격 대상 전투 지역에 더 많았고, 대포병 사격을 더 많이 하는 데 중점을 두었다. 영국군은 575문의 중포와 중포, 720문의 야포와 곡사포를 보유했는데, 이는 필켐 능선 전투에서 가용한 포병의 두 배가 넘는 양이었다. 항공기는 독일군 병력 이동에 대한 체계적인 공중 관측에 사용될 예정이었다. 이전 전투에서는 너무 적은 승무원에게 너무 많은 임무가 주어졌고, 악천후에서 비행하여 어려움이 가중되었기 때문이다.
9월 20일, 연합군은 14,500 yd (13,300 m) 전선에서 공격하여 오전 중반까지 약 1,500 yd (1,400 m) 깊이의 목표를 대부분 점령했다. 독일군은 오후 3시경부터 초저녁까지 많은 즉흥적인 반격 (Gegenstoße)을 감행했지만, 모두 지형을 확보하는 데 실패하거나 새로운 영국군 진지에 일시적으로만 침투했다. 독일군의 방어는 날씨가 좋은 상태에서 잘 준비된 공격을 막아내지 못했다. 9월 20일 이후에는 양측이 진지를 놓고 경쟁하고 방어선을 재정비하면서 소규모 공격이 일어났다. 9월 25일 독일군의 상호 값비싼 공격으로 폴리곤 우드 남서쪽 끝의 참호가 탈환되었다. 다음 날, 폴리곤 우드 근처의 독일군 진지는 폴리곤 우드 전투에서 쓸려나갔다.

#### 1917년 9월 25일 독일군의 반격
독일 제50예비사단의 2개 연대는 루텔베크 강 양쪽 1,800 yd (1,600 m) 전선에서 항공기와 사단당 통상량의 4배에 달하는 44문의 야전포와 20문의 중포 포대의 지원을 받아 공격했다. 독일 보병은 양측에서 진격하여 메닌 도로 근처에서 약 100 yd (91 m), 루텔베크 북쪽에서 600 yd (550 m)를 확보했다. 보병은 포병 관측과 지상 공격 항공기의 지원을 받았고, 영국군 전선 후방에 상자형 포격이 가해져 영국 보병을 증원군과 탄약으로부터 고립시켰다. 북쪽 폴리곤 우드 남쪽 가장자리를 따라 배치된 영국 제33사단과 오스트레일리아 제5사단의 오스트레일리아 제15여단의 반격으로 인해 공격자들은 폴리곤 우드 남서쪽 가장자리 블랙 워치 코너 근처의 일부 Wilhelmstellung 참호 주변으로 피신해야 했다. 공격 부대를 증원하려는 독일군의 시도는 영국군 포병 관측병이 진격하는 독일군을 포병 사격으로 고립시키면서 실패했다.
플러머는 9월 26일 공격을 진행하되, 33사단의 목표를 줄이도록 명령했다. 98여단은 진격하여 5호주사단의 우익을 엄호하고, 100여단은 남쪽으로 잃었던 지형을 재탈환하도록 했다. 다음 날 5호주사단의 진격은 우익의 안전이 불확실한 상태에서 시작되었다. 병력이 줄어든 98여단의 공격은 지연되어 목표에서 1,000 yd (910 m) 모자란 블랙 워치 코너에만 도달할 수 있었다. 5호주사단 지역으로 증원군이 이동하여 정오에 남서쪽으로 공격을 감행했으며, 영국군이 그 지역에서 버티고 있다는 사실이 알려졌기 때문에 블랙 워치 코너에서 무성한 (포병 지원 없는) 정면 공격이 이루어졌다. 공격은 오후 2시까지 성공했으며, 그날 오후 늦게 100여단은 메닌 도로 북쪽에서 잃었던 지형을 되찾았다. 33사단의 사상자가 너무 많아 9월 27일 23사단으로 교체되었는데, 23사단은 9월 24/25일 밤에 막 철수했었다.

#### 폴리곤 우드 전투

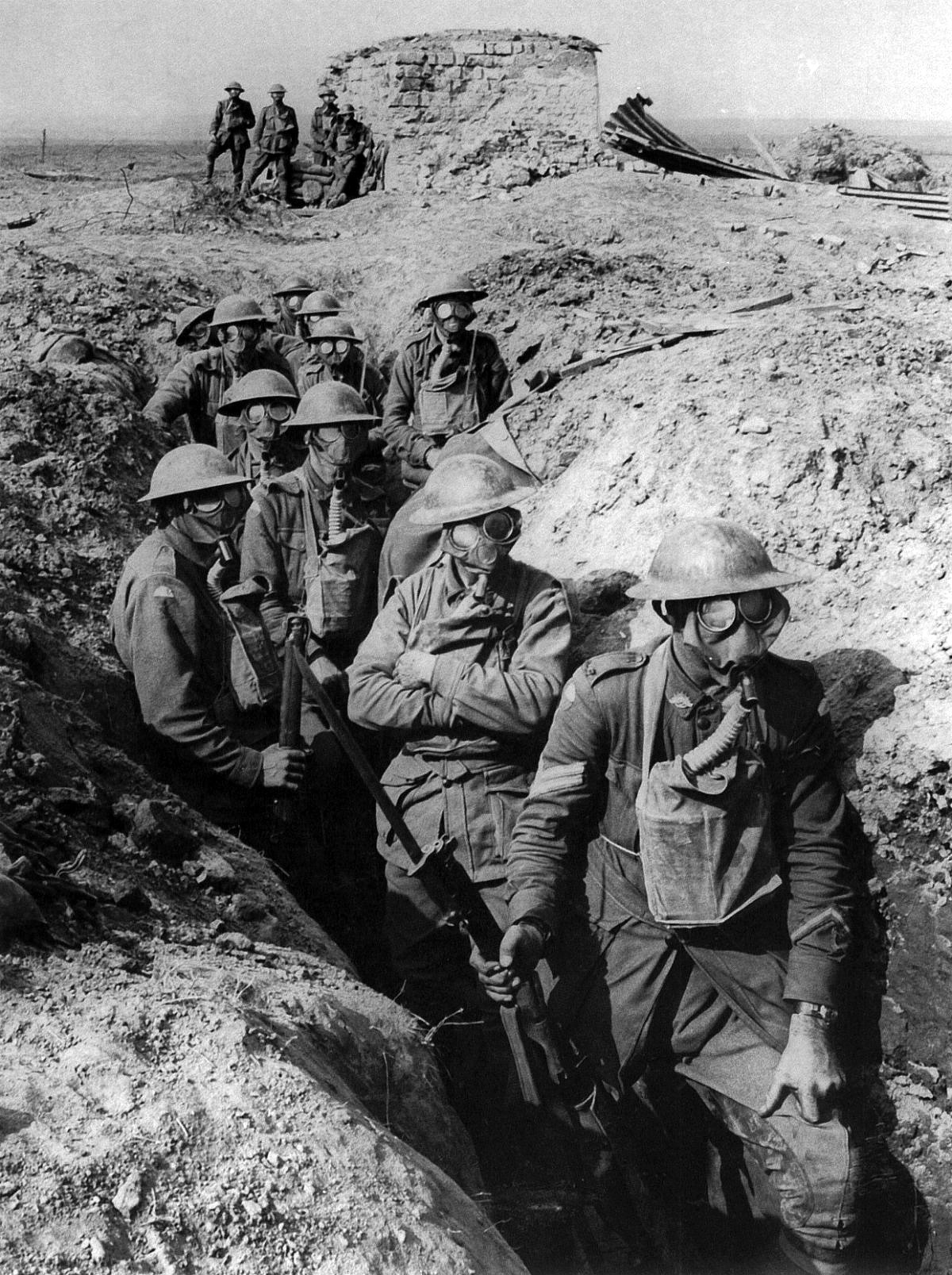

제2군은 9월 20일 공격 직후, 다음 작전(9월 26일 – 10월 3일)을 위해 군단 전선을 변경하여 각 공격 사단이 1,000 yd (910 m) 전선에 집중할 수 있도록 했다. 도로와 경량 철도가 새로운 전선으로 연장되어 포병과 탄약을 전방으로 이동할 수 있게 되었다. 남쪽 측면의 VIII 군단과 IX 군단의 포병은 잔드보르데와 바르네톤에 대한 공격 준비를 시뮬레이션했다. 9월 26일 오전 5시 50분, 영국군 포병과 기관총이 쏜 5겹의 포격이 시작되었다. 먼지와 연기가 아침 안개를 짙게 만들었고, 보병은 나침반 방위를 사용하여 전진했다. 9월 26일에 공격을 받은 3개 독일군 지상 보유 사단은 각각 Eingreif 사단의 지원을 받았는데, 이는 9월 20일의 2배 비율이었다. 영국군이 점령한 땅은 하나도 잃지 않았으며, 독일군의 반격은 최전방 사단 생존자들이 후퇴했던 지점까지만 도달할 수 있었다.

### 10월–11월

#### 독일군의 반격, 9월 30일 – 10월 4일
9월 30일 오전 4시, 짙은 안개가 지면을 뒤덮었고, 오전 4시 30분 독일군 포병이 메닌 도로와 루텔베크 사이에서 포격을 시작했다. 오전 5시 15분, 독일군 병력이 800 yd (730 m) 전선에 걸쳐 안개 속에서 나타났다. 공격은 화염방사기와 독일 보병이 던지는 연막탄 및 수류탄의 지원을 받았다. 영국군은 소화기 사격과 폭탄으로 반격하여 독일군을 혼란에 빠뜨렸지만, 메닌 도로 남쪽의 초소가 함락되었고, 즉각적인 반격으로 재탈환되었다. SOS 로켓은 안개 속에서 보이지 않아 영국군 포병은 침묵했다. 독일군은 오전 6시에도 다시 격퇴되었지만, 독일군 포병 사격은 낮 동안 계속되었다.
10월 1일 오전 5시, 루텔베크에서 북쪽으로 폴리곤 우드와 블랙 워치 코너까지 독일군의 허리케인 포격이 시작되었다. 우연히도 제2군의 연습 포격이 오전 5시 15분에 시작되었다. 영국군 전선은 고립되었고, 독일 보병은 오전 5시 30분에 세 개의 파도로 공격했다. 캐머런 코버트 남쪽에서 독일군의 두 차례 공격이 격퇴되었고, 오후 7시에는 메닌 도로 근처에 독일군이 집결했다. 독일군의 공격은 소화기 사격과 SOS 로켓을 본 영국군 포병에 의해 격퇴되었다. 영국군은 캐머런 코버트에서 쫓겨났고 반격했지만, 독일군의 공격이 동시에 시작되어 영국군은 격퇴되었다. 또 다른 독일군의 공격은 실패했고, 독일군은 일부 오래된 독일군 철조망 뒤에 참호를 팠다. 어둠이 내린 후, 캐머런 코버트 주변에서 더 많은 독일군의 공격이 실패했다. 폴리곤 우드 근처의 숲 북쪽에서는 진흙이 독일군 포탄을 폭발 전에 덮쳤지만, 여전히 많은 사상자를 냈다. 후방과의 통신이 두절되었고, 독일군은 하루 종일 공격했지만, 영국군의 SOS 로켓은 계속 보였고, 공격은 진지를 점령하지 못했다. 어둠이 내린 후, 독일군의 공격은 세 차례의 SOS 포격으로 격퇴되었다.
Gruppe Ypern은 존네베케 남쪽에서 폴리곤 우드 동쪽 가장자리의 몰레나렐스트후크까지의 도쿄 스퍼를 탈환하기 위해 10월 3일 호엔슈투름 작전 (Unternehmen Hohensturm)을 계획했다. 제45예비사단과 제4근위사단에서 공격하는 보병은 북쪽에서는 프라이헤어 폰 슐라이니츠 소령이, 남쪽에서는 라베 중령이 지휘했다. 10월 1일 체계적인 반격 (Gegenangriff)의 값비싼 실패 이후, 공격은 10월 4일로 미루어졌고, 10월 2일부터 3일까지 예행 연습이 진행되었다. 10월 3일/4일 밤, 독일군 지휘관들은 공격에 대한 의구심을 가졌지만, Gegenangriff를 진행하기로 결정하고, 포병에게 방어 포격을 시작할 준비를 하라고 경고했다. 연락 정찰기는 오전 7시 30분에 해당 지역 상공을 비행하도록 조치되었다.

#### 브로드신데 전투
10월 4일, 영국군은 겔벨트 고원의 점령을 완료하고 브로드신데 능선을 점령하기 위해 브로드신데 전투를 시작했다. 우연히도 독일군은 동시에 Gegenangriff로 존네베케 주변 방어선을 탈환하려 했다. 영국군은 14,000 yd (13,000 m) 전선에 걸쳐 공격했고, I ANZAC 군단 사단이 브로드신데 능선을 향해 진격을 시작했을 때, 무인지대 포탄 구멍에서 사람들이 솟아오르는 것이 목격되었고, 더 많은 독일군 병력이 포탄 구덩이에 숨어 있는 것이 발견되었다. 제45예비사단의 독일군 병력 대부분은 영국군 포격에 휩쓸리거나 후퇴했고, 호주군은 참호를 하나씩 공격하여 능선 북쪽 존네베케 마을을 점령했다. 브로드신데 능선, 케이베르흐 스퍼, 워터담후크에서 영국군 포격이 시작되었을 때, 일부 독일군 전방 사령부 참모들은 영국군과 호주군이 나타났을 때 비로소 공격을 받고 있음을 깨달았다.
공격의 큰 성공 소식이 도착하자, GHQ 정보국장은 제2군 사령부로 가서 활용 방안을 논의했다. 플러머는 전장 뒤에 8개 사단의 독일군 신규 사단이 있었고, 그 너머에 6개 사단이 더 있었기 때문에 그 제안을 거절했다. 그날 늦게, 플러머는 다시 생각하고 I ANZAC 군단에게 II ANZAC 군단의 지원을 받아 케이베르흐 스퍼까지 밀고 나아가라고 명령했다. II ANZAC 군단장은 파스샹달 마을 쪽으로 북동쪽으로 진격하기를 원했지만, I ANZAC 군단장은 포병이 배치되고 보급로가 개선될 때까지 기다리기를 선호했다. X 군단장은 I ANZAC 군단 맞은편 독일군 남쪽 측면으로 인 데 스테르에서 북쪽으로 공격할 것을 제안했다. 7사단장은 상황 불확실성과 우익에서 21사단이 겪은 많은 사상자로 인해 반대했고, 플러머는 다시 마음을 바꿨다. 오전 동안 고프는 제5군 군단장들에게 계속 진격하라고 말했지만, 19미터 언덕에서 격퇴되었다는 보고가 도착하자 명령을 취소했다.

#### 독일군 방어 변화

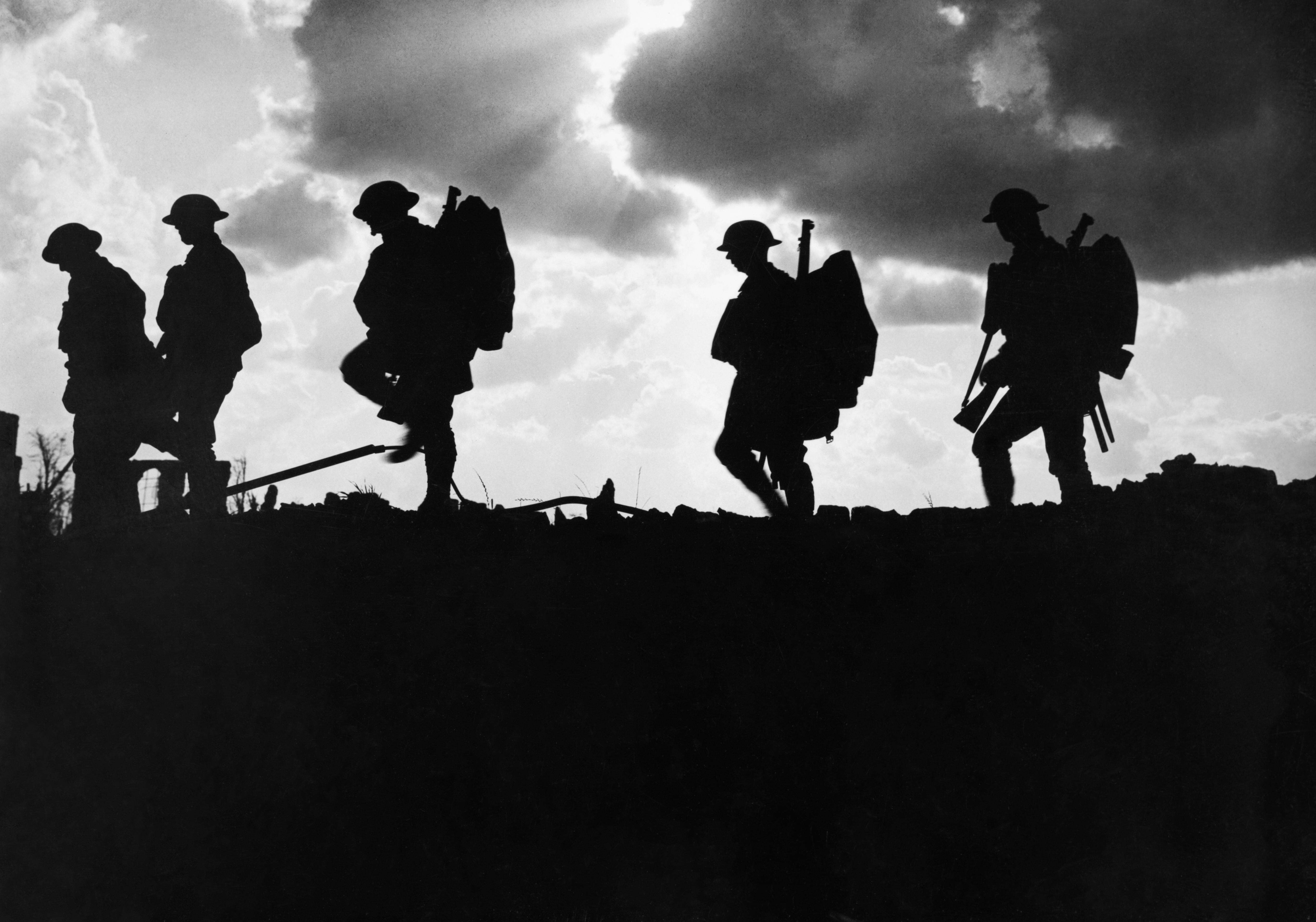

10월 7일, 제4군은 다시 전방 방어 지역에 병력을 분산시켰다. 예비 대대는 포병 방어선 뒤로 이동했고, Eingreif 사단은 공격이 시작되자마자 가능한 한 신속하게 개입할 수 있도록 조직되었으며, 영국군 포격 위험에도 불구하고 그렇게 했다. 영국군 포병을 제압하기 위한 대포병 사격을 늘려, Eingreif 사단이 전진할 때 보호할 예정이었다. 최전방 방어 지역을 유지하던 모든 독일군 사단은 교체되었고, 영국군의 진격으로 전선이 길어졌기 때문에 추가 사단이 전방으로 투입되었다. 켐멜 언덕 방향의 겔벨트 고원 남쪽에서 반격을 개시하는 데 필요한 사단 없이, 루프레히트는 이프르 돌출부에서 천천히 철수할 계획을 시작했으며, 이는 북쪽 및 벨기에 해안의 독일군 진지가 노출될 위험을 감수하는 것이었다.

#### 포엘카펠 전투
프랑스 제1군과 영국 제2군 및 제5군은 10월 9일, 브로드신데 남쪽에서 생얀스베크까지 13,500 yd (12,300 m) 전선에서 공격하여, 주 전선에서 브로드신데 능선에서 파스샹달까지의 절반 거리를 전진하여 양측에 많은 사상자를 냈다. 공격 전선 북쪽의 진격은 영국군과 프랑스군에 의해 유지되었지만, 파스샹달 앞과 베셀라르 및 겔벨트 지맥에서 점령된 대부분의 지형은 독일군의 반격으로 잃었다. 윌리엄 버드우드 장군은 나중에 폭우와 진흙 수렁이 점령된 지형을 지키지 못한 주요 원인이라고 썼다. 쿨은 전투가 독일군의 전투력을 한계까지 끌어올렸지만, 독일군은 돌파를 막을 수 있었다고 결론 내렸다. 다만, 손실을 보충하는 것이 훨씬 어려워지고 있었다.

#### 제1차 파스샹달 전투

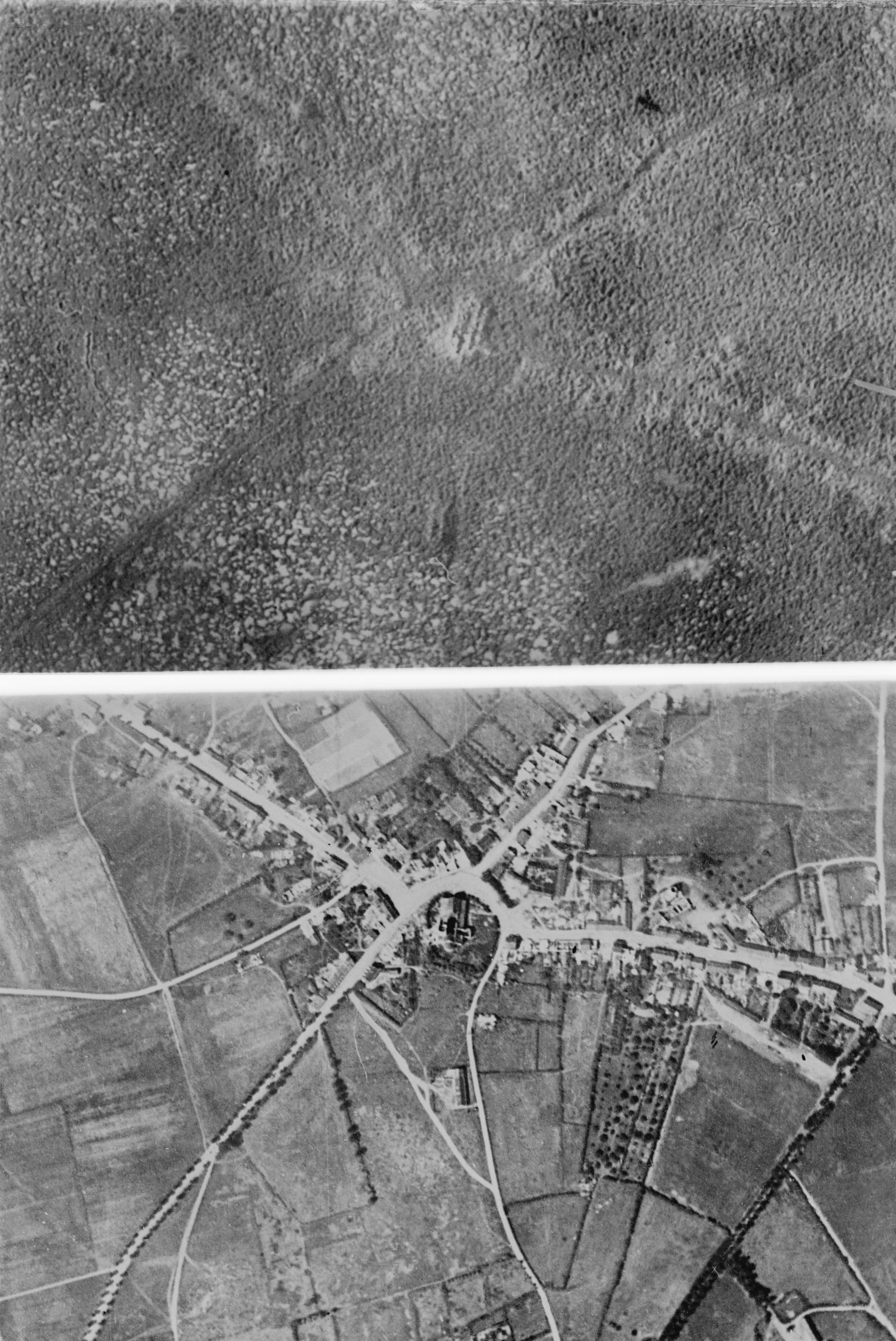

1917년 10월 12일의 제1차 파스샹달 전투는 파스샹달 주변 지역을 확보하려는 또 다른 연합군의 시도였다. 폭우와 진흙으로 인해 이동이 다시 어려워졌고, 전선에 더 가까이 포병을 배치하는 것이 거의 불가능했다. 연합군 병력은 지쳐 있었고 사기는 떨어졌다. 영국군의 미미한 진격 이후, 독일군의 반격으로 파스샹달 맞은편에서 잃었던 대부분의 지형이 회복되었는데, 발레몰렌 지맥 우측 지역은 제외되었다. 포엘카펠 북쪽에서는 제5군의 XIV 군단이 브룸베크를 따라 와테르플리트베크와 스타덴레베베크 강을 따라 상당 부분 진격했고, 근위사단은 피베겐 지맥 서쪽 끝을 점령하여 후트훌스트 숲 남쪽 끝에 대한 관측을 확보했다. 13,000명의 연합군 사상자가 발생했으며, 이 중 2,735명의 뉴질랜드인이 포함되었고, 845명은 사망하거나 무인지대의 진흙 속에 고립되었다. 이는 뉴질랜드 군사 역사상 최악의 날 중 하나였다.
10월 13일 회의에서 헤이그와 군 사령관들은 날씨가 개선되고 도로가 확장되어 더 많은 포병과 탄약을 전방으로 운반할 수 있을 때까지 공격을 중단하기로 합의했다. 공세는 겨울을 위한 적절한 전선을 확보하고 독일군의 주의를 플란데런에 집중시키기 위해 계속될 예정이었으며, 10월 23일에는 프랑스군의 공격이, 11월 중순에는 아라스 남쪽에서 제3군 작전이 예정되어 있었다. 이 전투는 독일군에게도 막대한 손실을 입혔는데, 1,000명 이상의 포로를 잃었다. 파스샹달의 독일군 제195사단은 10월 9일부터 12일까지 3,325명의 사상자를 내고 제238사단으로 교체되어야 했다. 루덴도르프는 파스샹달 능선을 유지할 수 있다는 낙관적인 태도를 보이며 제4군에게 현위치를 고수하라고 명령했다. 10월 18일, 쿨은 가능한 한 동쪽으로 철수할 것을 주장했지만, 식스트 폰 아르민과 로스베르크는 파스샹달 분수계 너머의 지형은 겨울에도 유지하기 어렵기 때문에 계속 유지해야 한다고 주장했다.

#### 10월 22일 작전
10월 22일, XVIII 군단의 18사단(동부)은 포엘카펠 동쪽 끝을 공격했고, 북쪽의 XIV 군단은 와테르플리트베크와 브뢴베크 강 사이에서 34사단으로, 후트훌스트 숲으로 북쪽으로 35사단으로 공격했다. 이 공격은 35사단 좌익의 프랑스 제1사단 1개 연대의 지원을 받았으며, 캐나다 군단이 파스샹달과 능선을 공격할 때 좌익에서 발생할 수 있는 독일군의 반격을 저지하기 위함이었다. 제2군과 제5군 포병은 일반적인 공격을 가장하여 포격을 실시했다. 포엘카펠은 점령되었지만, 34사단과 35사단 사이의 접점에서 공격은 격퇴되었다. 독일군의 반격은 중앙의 35사단을 밀어냈지만, 프랑스군의 공격은 모든 목표를 점령했다. 포격으로 파괴되고 비로 젖은 지형에서 공격한 영국군은 곳곳에서 진격에 어려움을 겪었고, 참호를 우회하여 신속하게 이동할 능력을 잃었다. 35사단은 후트훌스트 숲 가장자리에 도달했지만, 우회당하여 일부 지역에서 밀려났다. 10월 22일 이후 독일군의 반격은 똑같이 불리했으며, 값비싼 실패로 끝났다. 독일 제4군은 제5군으로부터 병력을 이동시키고, 제2차 파스샹달 전투(1917년 10월 26일 – 11월 10일)를 준비하는 캐나다군에 포병 사격을 집중하는 것이 저지되었다.

#### 라 말메종 전투
헤이그의 수많은 요청 끝에 페탱은 폴 마이스트르 장군의 제6군이 셰맹 데 담에 대한 오랫동안 지연되었던 프랑스군의 공격인 라 말메종 전투를 시작했다. 포병 준비는 10월 17일에 시작되었고, 10월 23일 독일군 방어군은 신속히 패배했으며, 프랑스군은 3.7 mi (6.0 km)까지 진격하여 라 말메종 마을과 요새를 점령하고 셰맹 데 담 능선의 통제권을 확보했다. 독일군은 38,000명의 전사 또는 실종자와 12,000명의 포로, 그리고 200문의 포와 720정의 기관총을 잃었으며, 프랑스군 사상자는 14,000명으로 독일군 전체의 3분의 1 미만이었다. 독일군은 11월 초 아일레트 계곡 북쪽의 셰맹 데 담의 잔여 진지에서 철수해야 했다. 헤이그는 프랑스의 성공에 만족했지만, 플란데런 작전에 미치는 영향을 줄인 지연을 유감스럽게 생각했다.

#### 제2차 파스샹달 전투

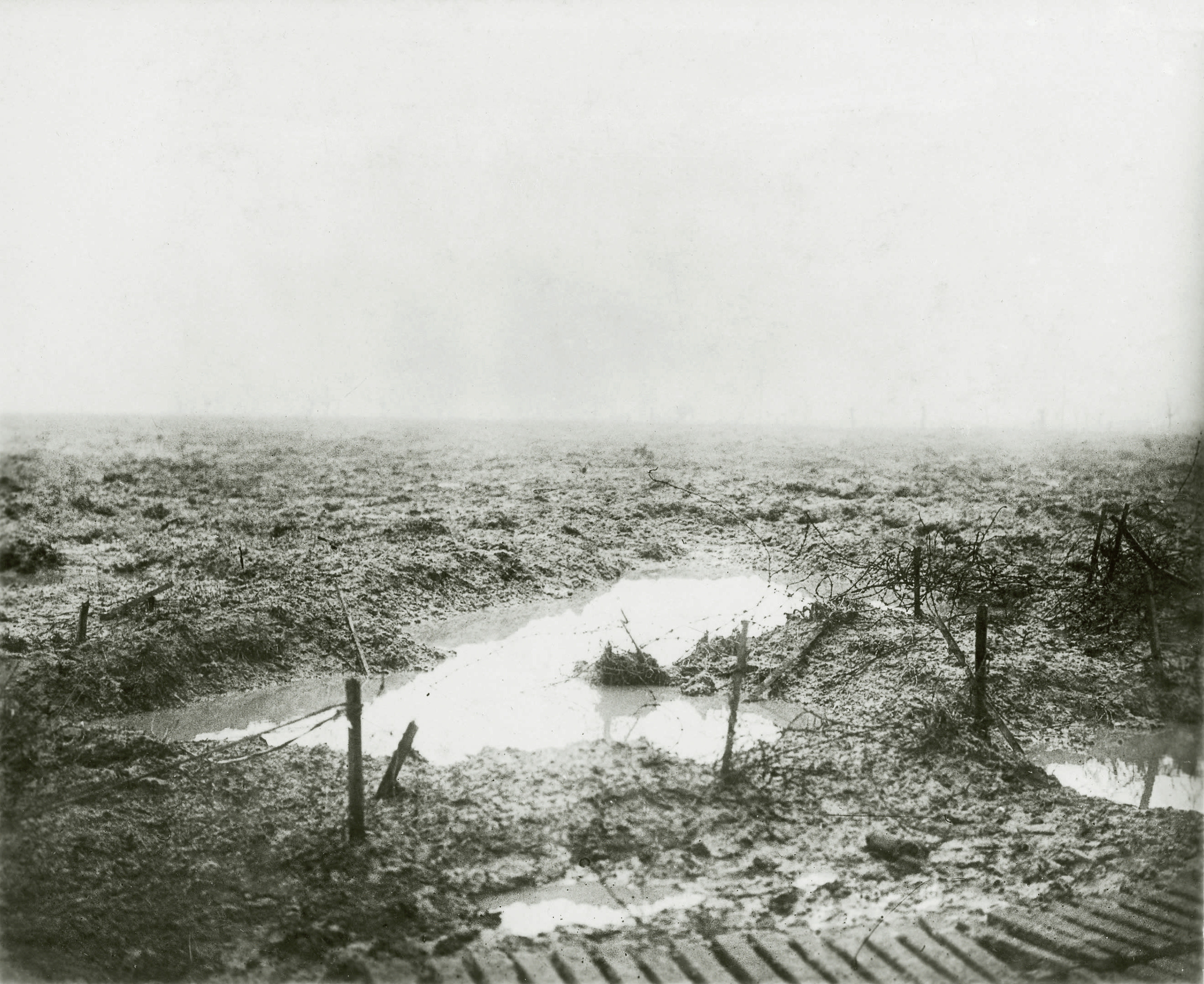

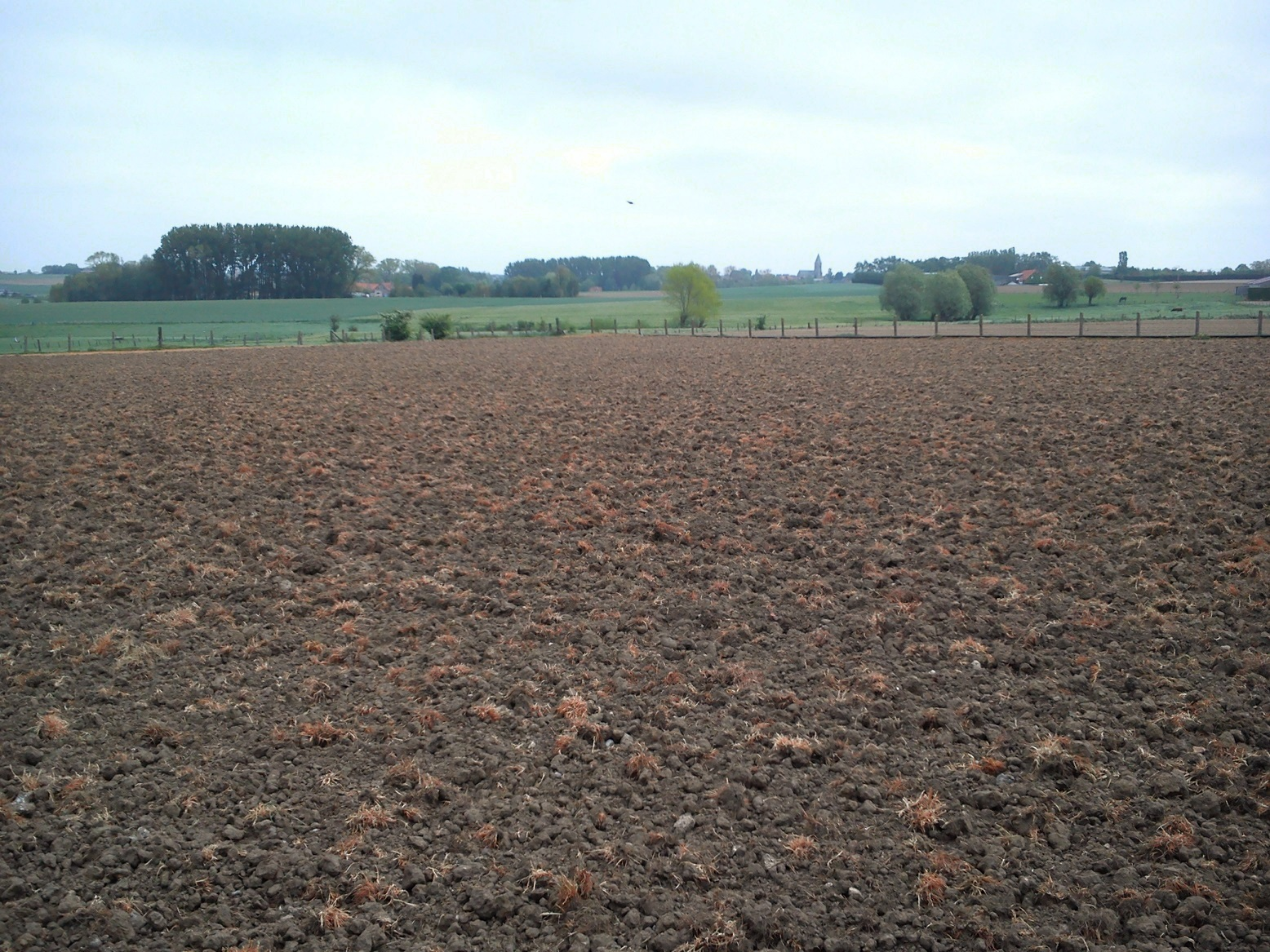

영국군 제5군은 10월 20일부터 22일까지 소규모 작전을 수행하여 독일군에 대한 압력을 유지하고 라 말메종에서 프랑스군의 공격을 지원했으며, 동시에 캐나다 군단은 10월 26일부터 11월 10일까지 일련의 공격을 준비했다. 캐나다 군단의 4개 사단은 랑스에서 이프르 돌출부로 이동하여 파스샹달과 능선을 점령했다. 캐나다군은 10월 18일 II ANZAC 군단을 교체했고, 전선은 1915년 4월 제1캐나다사단이 점령했던 것과 대부분 동일하다는 것을 발견했다. 캐나다 작전은 10월 26일, 10월 30일, 11월 6일의 세 가지 제한된 공격이었다. 10월 26일, 제3캐나다사단은 울프 코프스에서 목표를 점령한 다음, 북쪽 측면을 뒤로 돌려 제5군의 인접 사단과 연결했다. 제4캐나다사단은 목표를 점령했지만, 독일군의 반격과 캐나다군과 남쪽 호주군 부대 사이의 통신 실패로 인해 디클라인 코프스에서 천천히 후퇴해야 했다.
2단계는 10월 30일에 시작되어 이전 단계를 완료하고 파스샹달에 대한 최종 공격을 위한 기지를 확보하는 것이었다. 남쪽 측면의 공격자들은 빠르게 크레스트 농장을 점령하고 최종 목표 너머 파스샹달로 순찰대를 보냈다. 북쪽 측면의 공격은 다시 독일군의 예외적인 저항에 부딪혔다. 제3캐나다사단은 군단 경계선에 있는 베이퍼 농장, 미트셸 서쪽의 퍼스트 농장, 미트셸의 교차로를 점령했지만, 목표에는 미치지 못했다. 7일간의 휴식 기간 동안, 제2군은 캐나다 군단에 인접한 제5군 전선 구역을 추가로 인수했다. 11월 3일부터 5일까지 3일간 비가 오지 않아 다음 단계 준비가 수월해졌고, 11월 6일 아침 제1캐나다사단과 제2캐나다사단이 공격을 시작했다. 세 시간도 채 되지 않아 많은 부대가 최종 목표에 도달했고, 파스샹달이 점령되었다. 캐나다 군단은 11월 10일 마을 북쪽 52번 언덕 근처의 남은 고지대를 점령하기 위해 공격했다.

### 12월

#### 1917년 12월 1일/2일 야간 작전
11월 18일, 파스샹달 돌출부 우측의 VIII 군단과 좌측(북측)의 II 군단은 캐나다 군단으로부터 인계받았다. 이 지역은 끊임없는 독일군의 포격에 시달렸고, 공격에 취약했기 때문에 C. F. 애스피날 준장은 영국군이 겔벨트 고원 서쪽으로 후퇴하거나, 웨스트루제베케 방향으로 돌출부를 확장해야 한다고 제안했다. 돌출부를 확장하면 그 안의 병력이 독일군 포격에 덜 취약해지고, 1918년 봄 공세 재개를 위한 더 나은 출발선이 제공될 것이었다. 영국군은 12월 1일/2일 밤 웨스트루제베케를 향해 공격했지만, 보병이 진격을 시작한 지 8분 후에야 독일군 방어선을 포격하여 독일군을 속이려던 계획은 실패했다. 영국군 집결의 소음과 진흙탕과 침수된 지형을 가로지르는 어려움도 독일군에게 경고를 보냈다. 달빛 아래서 독일군은 영국군 병력이 아직 200 yd (180 m) 떨어져 있을 때부터 목격했다. 일부 지형은 점령되었고 약 150명의 포로가 잡혔지만, 요새에 대한 공격은 실패했고, 능선 동쪽과 북쪽 계곡의 꼭대기 위로 관측을 확보하지 못했다.

#### 폴더후크 지맥 작전
1917년 12월 3일 폴더후크 지맥 공격은 11월 8일 제2군에서 명칭이 변경된 영국 제4군의 국지적인 작전이었다. 뉴질랜드 사단의 뉴질랜드 제2보병여단 소속 두 개 대대가 낮은 능선을 공격했는데, 독일군 관측병들은 캐머런 코버트에서 북쪽, 메닌 도로에서 남서쪽까지 이 지역을 관측할 수 있었다. 뉴질랜드군이 400 yd (370 m) 전선에서 600 yd (550 m)를 진격하면, 루텔베크 강 북쪽 지역을 겔벨트 지맥의 독일군 관측병들로부터 보호할 수 있었다. 중포병은 폴더후크 샤토의 폐허와 구내의 참호들을 포격하여 방어자들을 오도했고, 공격은 일상적인 포격으로부터 숨어 있을 독일군을 놀라게 하기 위한 기만책으로 대낮에 이루어졌다. 양측의 겔벨트와 베셀라르 지맥에 대한 연막 및 가스 포격과 보병 공격은 "일상적인" 포격과 동시에 시작되었다. 기만책은 실패했고, 일부 영국군 포병 사격은 뉴질랜드군에 짧게 떨어졌으며, 독일군은 폴더후크 지맥과 겔벨트 능선에서 소화기 사격으로 공격자들을 교전했다. 강한 서풍이 연막을 망쳐놓았고, 영국군 포병은 독일군 기관총을 제압하지 못했다. 뉴질랜드 기관총병들은 반격을 격퇴했지만, 뉴질랜드 보병은 첫 목표에 150 yd (140 m) 모자랐다. 어둠이 내린 후 또 다른 시도는 보름달과 독일군 증원군의 도착으로 취소되었다.

## 전후

### 분석
| 날짜           | 수      |
| -------------- | ------- |
| 7월 21일–31일  | 30,000  |
| 8월 1일–10일   | 16,000  |
| 8월 11일–21일  | 24,000  |
| 8월 21일–31일  | 12,500  |
| 9월 1일–10일   | 4,000   |
| 9월 11일–20일  | 25,000  |
| 9월 21일–30일  | 13,500  |
| 10월 1일–10일  | 35,000  |
| 10월 11일–20일 | 12,000  |
| 10월 21일–31일 | 20,500  |
| 11월 1일–10일  | 9,500   |
| 11월 11일–20일 | 4,000   |
| 11월 21일–30일 | 4,500   |
| 12월 1일–10일  | 4,000   |
| 12월 11일–31일 | 2,500   |
| 총계           | 217,000 |

독일군 참모본부 출판물에는 "독일은 1917년 플란데런 전투로 인해 확실한 파멸(sicheren Untergang)에 가까워졌다"고 쓰여 있었다. 1938년 회고록에서 로이드 조지는 "파스샹달은 참으로 전쟁의 가장 큰 재앙 중 하나였다... 이제 어떤 지성 있는 군인도 이 무의미한 전역을 옹호하지 않는다..."고 썼다. 1939년 G. C. 윈은 영국군이 마침내 파스샹달 능선에 도달하여 Flandern I Stellung을 점령했지만, 그 너머에는 Flandern II Stellung과 Flandern III Stellung이 있었다고 썼다. 해안의 독일 잠수함 기지는 점령되지 않았지만, 4월 니벨 공세에서 회복 중인 프랑스군으로부터 독일군의 주의를 분산시키려는 목표는 성공했다. 1997년 패디 그리피스는 11월까지 물고 늘어지는 전술이 계속 움직였다고 썼는데, 이는 BEF가 독일군이 궁극적으로 해결책을 찾지 못한 효과적인 공격 전술 시스템을 개발했기 때문이라고 했다. 10년 후, 잭 셸던은 상대적 사상자 수치는 관련이 없다고 썼는데, 이는 독일군이 손실을 감당할 여유가 없었고, 연합국이 선택한 지형에서 또 다른 방어 전투를 강요당함으로써 주도권을 잃을 여유도 없었기 때문이라고 했다. 제3차 이프르 전투는 독일군을 플란데런에 묶어두었고 지속 불가능한 사상자를 발생시켰다.
2018년 조너선 보프는 전쟁 후 전직 참모 장교가 많았던 Reichsarchiv 공식 역사가들이 9월 26일 이후의 전술 변화와 10월 4일 브로드신데 전투 이후의 폐기를 로스베르크의 소행으로 기록했다고 썼다. 개인을 비난함으로써 나머지 독일군 사령관들은 면책되었고, 이는 루덴도르프가 10월 7일 또 다른 방어 계획을 강요했을 때 OHL이 합리적인 방식으로 운영되었다는 잘못된 인상을 주었다. 보프는 이러한 서술이 피상적이며, 1917년 후반에 독일군이 직면한 문제를 회피했다고 썼다. OHL은 로스베르크가 제4군에 새로운 명령을 내리기 며칠 전에 이미 전술을 다시 변경하라는 명령을 내렸다. 보프는 또한 플란데런의 모든 사단이 상부에서 내려온 변화에 따라 행동할 수 있었는지 의문을 제기했다. 제119사단은 8월 11일부터 10월 18일까지 최전방에 있었으며, 훈련 부족으로 인해 새로운 전술을 구현하기 어렵다고 답변했다. 영국군의 공격 속도와 소모의 영향은 10월 10일까지 6개 사단이 제4군에 파견되었음에도 불구하고, 이들이 훈련이 부족한 신병 부대였거나 이전 패배로 사기가 떨어진 베테랑 부대였음을 의미한다. 좋은 사단은 너무 많은 교체병으로 희석되었다. 보프는 독일군이 대안이 없었기 때문에 작전상의 딜레마를 해결하기 위해 의식적으로 전술 변화를 추구했다고 썼다. 10월 2일, 루프레히트는 제4군 사령부에 지휘의 지나친 중앙집권화를 피하라고 명령했지만, 로스베르크가 개별 포대의 배치까지 상세히 설명하는 포병 계획을 발표한 것을 발견했다.
10월 13일 영국 회의에서 줄리안 빙 장군의 제3군이 11월 중순에 공격할 계획이 논의되었다. 빙은 독일군을 플란데런에 묶어두기 위해 이프르에서의 작전이 계속되기를 원했다. 캉브레 전투는 11월 20일에 시작되었고, 영국군은 전차를 제병 연합 부대 작전에서 대규모로 성공적으로 사용한 첫 사례에서 힌덴부르크선의 첫 두 부분을 돌파했다. 이프르에서 영국군의 공격을 저지하지 못한 경험과 캉브레에서 전차와 포병의 기습 공격 이후 "조용하다"고 여겨질 수 있는 서부 전선 지역의 극심한 감소는 OHL에게 1918년에 결정적인 승리 전략으로 돌아갈 수밖에 없는 선택지를 남겼다. 10월 24일, 오스트리아-독일 제14군 (보병 대장 오토 폰 벨로우)은 이손초강에서 이탈리아 제2군을 카포레토 전투에서 공격했고, 18일 만에 650,000명의 사상자와 3,000문의 포를 안겼다. 이탈리아가 전쟁에서 물러날까봐 프랑스와 영국 정부는 증원군을 제안했다. 영국군과 프랑스군 병력은 11월 10일부터 12월 12일까지 신속하게 이동했지만, BEF로부터 자원이 전용되면서 헤이그는 웨스트루제베케에 못 미쳐 제3차 이프르 전투를 종결해야 했다. 마지막 주요 영국군 공격은 11월 10일에 있었다.

### 사상자
제3차 이프르 전투에 대한 다양한 사상자 수치가 논쟁과 함께 발표되었다. 영국군과 독일군의 사상자에 대한 가장 높은 추정치는 신뢰할 수 없지만, 영국군이 24,065명의 포로를 잡았다는 주장은 논쟁의 여지가 없다. 1940년 C. R. M. F. 크러트웰은 영국군 사상자를 300,000명, 독일군 사상자를 400,000명으로 기록했다. 1948년에 출판된 《대전쟁사: 군사 작전》에서 제임스 에드몬즈는 영국군 사상자를 244,897명으로 기록하고, 상응하는 독일군 수치는 없었지만 독일군 손실을 400,000명으로 추정했다. A. J. P. 테일러는 1972년에 에드몬즈의 "터무니없는 계산"을 아무도 믿지 않는다고 썼다. 테일러는 영국군의 사망자와 부상자를 300,000명, 독일군의 손실을 200,000명으로 추정하며, "솜 전투보다 약간 나은 비율"이라고 했다. 2007년 잭 셸던은 6월 1일부터 11월 10일까지 독일군 사상자가 217,194명이었다고 썼는데, 이는 Sanitätsbericht (의료 보고서, 1934) 제3권에서 확인할 수 있는 수치였다. 셸던은 에드몬즈가 자신의 주장에 맞지 않아서 이 데이터를 포함하지 않았을 수도 있다고 하며, "창의적인 회계"와 "사실에 대한 경솔한 처리"라는 표현을 사용했다. 셸던은 독일군 사상자를 399,590명으로 끌어올리려면 병에 걸렸거나 "가벼운 절상 및 상처"로 연대 의료소에서 치료를 받았지만 부대 병력에서 제외되지 않은 182,396명의 병사를 포함해야 한다고 썼으며, "그렇게 하는 데 어떤 이점도 찾기 어렵다"고 썼다.
1958년 레온 볼프는 독일군 사상자를 270,713명, 영국군 사상자를 448,688명으로 기록했다. 볼프의 영국군 수치는 1977년 존 테레인에 의해 반박되었다. 볼프는 1917년 하반기 영국 해외원정군 총 사상자가 448,614명이라고 썼음에도 불구하고, 자신이 인용한 공식 통계에 명시된 캉브레 전투의 75,681명의 사상자나 "조용한" 시기에 월평균 35,000명의 "정상적인 소모"를 공제하지 않았다. 1959년 시릴 폴스는 영국군 사상자를 240,000명, 프랑스군 사상자를 8,525명, 독일군 사상자를 260,000명으로 추정했다. 1963년 헤이그의 전기에서 테레인은 에드몬즈의 영국군 사상자 244,897명을 받아들였고, 영국군 포병의 위력과 독일군의 잦은 반격으로 인해 독일군 손실이 영국군과 같거나 그 이상일 것이라는 데 동의했다. 그는 독일군 손실이 400,000명에 달한다는 에드몬즈의 계산은 받아들이지 않았다. 1977년 그의 저서에서 테레인은 독일군 통계가 불완전하고, 영국군 사상자 기준에 포함되었을 경미한 부상병을 누락했기 때문에 독일군 수치를 20% 늘려야 하며, 그렇게 하면 독일군 사상자가 260,400명이 될 것이라고 썼다. 1997년 프라이어와 윌슨은 영국군 손실을 275,000명, 독일군 사상자를 200,000명 미만으로 기록했다. 1997년 하인츠 하게늘뤼케는 약 217,000명의 독일군 사상자를 기록했다. 게리 셰필드는 2002년에 리처드 홈스가 양측 모두 260,000명의 사상자를 입었을 것으로 추정했는데, 이는 자신에게도 적절해 보였다고 썼다.

### 후속 작전

#### 1917년–1918년 겨울
파스샹달 마을 폐허의 동쪽과 남쪽 지역은 초소로 점유되어 있었는데, 동쪽 초소는 거주 가능성이 높았지만 남쪽 초소는 그 반대였다. 파스샹달에서 포티제까지의 지형은 훨씬 더 나빴다. 각 여단은 최전방에서 4일, 지원 부대에서 4일, 예비 부대에서 4일을 보냈다. 이 지역은 포격 외에는 조용했으며, 12월에는 날씨가 춥고 눈이 많이 내려 참호족을 예방하기 위해 많은 노력이 필요했다. 1월에는 영하의 추운 날씨가 따뜻한 날씨로 이어졌고, 1월 15일에 시작된 폭우와 강풍으로 판자 도로와 오리발판 길이 쓸려나갔다. 수송로가 완공되고 독일군의 참호가 보수되면서 돌출부의 상황은 개선되었다. 양측 모두 습격 작전을 벌였고, 영국군은 야간 기관총 사격과 포격으로 큰 효과를 거두었다. 1918년 3월 3일 저녁, 8사단 두 개 중대가 연막탄과 파편탄 포격의 지원을 받아 틸 코티지를 습격하여 수비대원 다수를 사살하고 6명의 포로를 잡았으며, 영국군 부상자는 한 명이었다. 3월 11일 독일군의 공격은 격퇴되었고, 그 후 독일군은 더 이상 공격하지 않고 잦은 포격과 기관총 사격만 계속했다. 1918년 3월 21일 남쪽 독일군이 춘계 공세를 시작하자 플란데런의 "정예" 사단들은 남쪽으로 보내졌고, 29사단은 4월 9일에 철수하여 리스로 이동했다.

#### 1918년, 퇴각
3월 23일, 헤이그는 플러머에게 전선을 단축하고 다른 군대에 병력을 파견할 비상 계획을 세울 것을 명령했다. 남쪽에서 지친 사단들은 해안에 더 가까이 회복시키기 위해 플란데런으로 보내졌다. 4월 11일, 플러머는 제2군 남쪽 측면의 철수를 승인했다. 4월 12일, VIII 군단 사령부는 그날 밤 보병 철수를 시작하라고 명령했고, 59사단은 41사단 일부로 교체되어 남쪽으로 이동했다. II 군단은 VIII 군단과 동시에 4월 11일/12일 밤에 포병을 철수하기 시작했고, 36사단(얼스터)과 30사단에 VIII 군단의 철수에 따르도록 명령했는데, 이는 4월 13일까지 독일군의 방해 없이 완료되었다. 4월 13일, 플러머는 돌출부 남쪽 측면에서 켐멜 산에서 보름제엘 (이프르에서 2.5 mi (4.0 km) 남쪽), 화이트 샤토 (이프르에서 1 mi (1.6 km) 동쪽), 필켐 능선까지의 선으로 철수하는 데 동의했다. 제4군 일지에는 철수가 오전 4시 40분에 발견되었다고 기록되어 있다. 다음 날 메르켐 전투에서 독일군은 이프르 북동쪽의 후트훌스트 숲에서 공격하여 키페를 점령했지만, II 군단 포병의 지원을 받은 벨기에군의 반격으로 격퇴되었다. 4월 27일 오후, 제2군 전초선의 남쪽 끝이 보름제엘 근처에서 밀려났고, 또 다른 영국군 전초선이 마을 북동쪽에 설치되었다.

### 기념

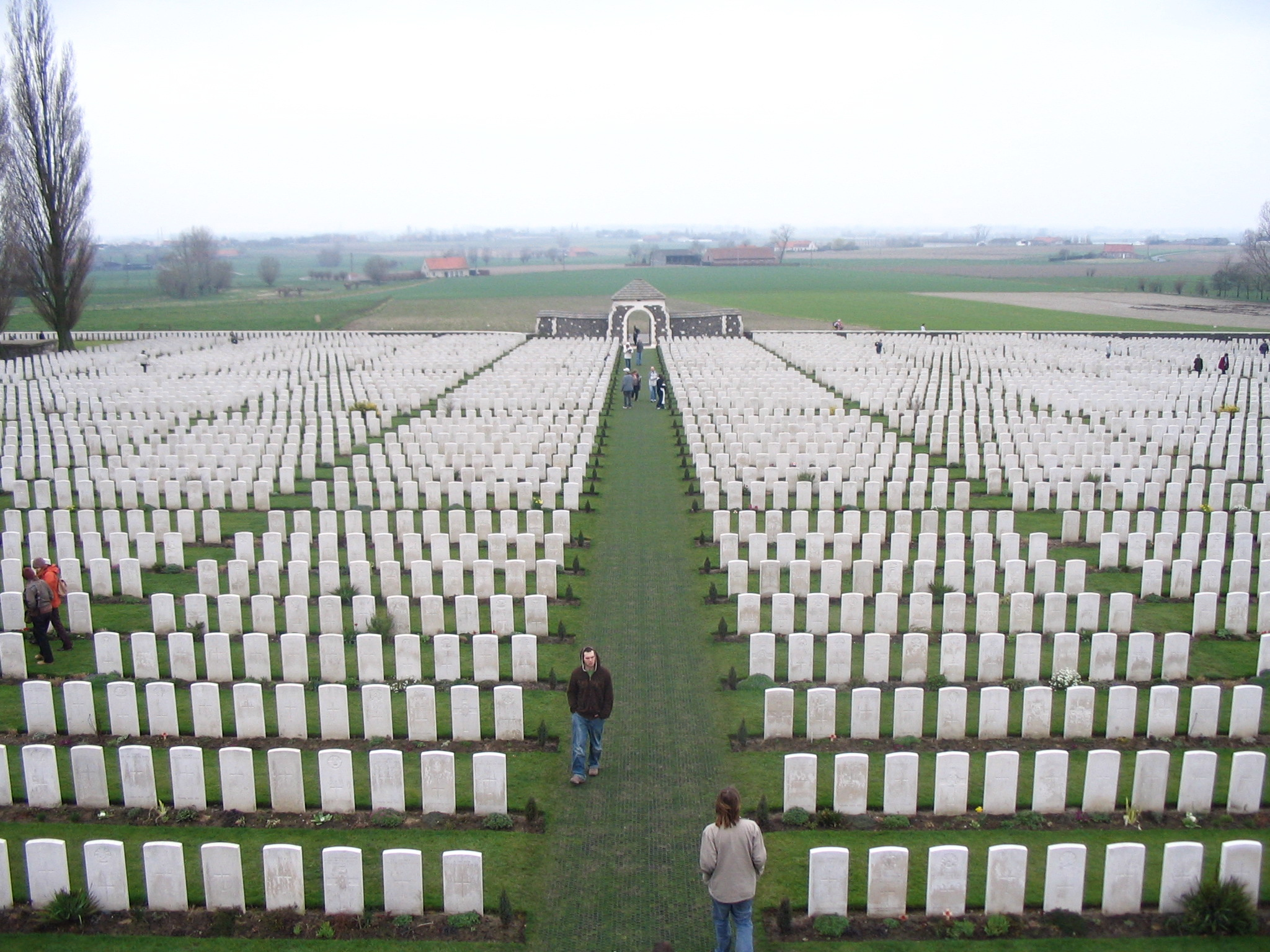

메닌 게이트 실종자 기념비는 이프르 돌출부에서 사망했지만 알려진 묘지가 없는 모든 영연방 국가(뉴질랜드와 뉴펀들랜드를 제외)의 사람들을 기념한다. 영국의 경우, 1917년 8월 16일 이전의 사상자만 기념비에 새겨져 있다. 그 날짜 이후 사망한 영국 및 뉴질랜드 군인들은 타인 코트 묘지의 기념비에 이름이 새겨져 있다. 10월 4일 뉴질랜드 군대가 그라벤스타펠 능선에서 싸웠던 곳을 기념하는 뉴질랜드 기념비가 로셀라레스트라트(Roeselarestraat)에 위치해 있다. 호주와 뉴질랜드에는 전투에서 사망한 ANZAC 병사들을 기리는 수많은 추모비와 기념비가 있으며, 여기에는 크라이스트처치와 더니든 철도역의 명판도 포함된다. 캐나다 군단의 제2차 파스샹달 전투 참전은 파스샹달 마을 남서쪽 가장자리 크레스트 농장 부지에 있는 파스샹달 기념비로 기념되고 있다.
집단의 전투 기여를 기리기 위해 헌정된 최신 기념물 중 하나는 대전쟁 중 플란데런 전투에서 스코틀랜드의 기여를 기념하는 켈트 십자가 기념물이다. 이 기념물은 제3차 이프르 전투 중 제9(스코틀랜드) 사단과 제15(스코틀랜드) 사단이 싸웠던 프레젠베르크 능선에 있다. 이 기념물은 2007년 늦여름, 전투 90주년을 맞아 스코틀랜드 의회의 유럽 담당 장관 린다 파비아니가 헌정했다. 2017년 7월, 전투 100주년을 기념하기 위해 이프르에서 이틀간의 행사가 조직되었다. 영국 왕실 구성원과 테리사 메이 총리가 7월 30일 저녁 메닌 게이트에서의 예배를 시작으로 시장 광장에서의 행사로 이어진 기념식에 참여했다. 다음 날, 웨일스 공이 주관하는 기념식이 타인 코트 묘지에서 열렸다.

## 같이 보기
- 파스샹달, 이 전투를 배경으로 한 2008년 캐나다 영화.

## 내용주
1. ↑  파스샹달은 일반적인 영어 명칭이다. 1922년 영국 전투 명칭 위원회 보고서에 따르면 1917년 플란데런 공세는 "1917년 메신 전투" (6월 7일~14일)와 "1917년 이프르 전투" (7월 31일~11월 10일)로 불렸다. 이 전투는 영국에서 1917년 메신 전투 (6월 7일~14일), 필켐 능선 전투 (7월 31일~8월 2일), 랑게마르크 전투 (8월 16일~18일), 메닌 로드 능선 전투 (9월 20일~25일), 폴리곤 우드 전투 (9월 26일~10월 3일), 브로드신데 전투 (10월 4일), 포엘카펠 전투 (10월 9일), 제1차 파스샹달 전투 (10월 12일), 제2차 파스샹달 전투 (10월 26일~11월 10일)로 알려져 있다. 독일에서는 (Kampf um den Wijtschatebogen) (비치스차테 돌출부 전투)와 (Flandernschlacht) (플란데런 전투)로 다섯 시기로 나뉜다: 제1차 플란데런 전투 (7월 31일~8월 9일), 제2차 플란데런 전투 (8월 9일~25일), 제3차 플란데런 전투 (9월 20일~10월 8일), 제4차 플란데런 전투 (10월 9일~21일), 제5차 플란데런 전투 (10월 22일~12월 5일).
2. ↑  공식 역사 2페이지에는 베이컨의 계급이 부제독으로 되어 있다. 그의 옥스퍼드 국립 인명 사전(Oxford Dictionary of National Biography) 기사에는 그가 1916년 말에 이 계급으로 승진했으며 1916년에 기사 작위를 받았다(KCVO)고 명시되어 있다.
3. ↑  프랑스군에서 반란이 시작된 후, 영국 내각은 더 이상의 전투 거부를 "큰 [군사적] 성공으로 막을 수 있을 것"이라는 희망을 가지고 플란데런 공세를 승인할 수밖에 없었다. 헤이그는 만약 연합군이 1917년에 전쟁에서 승리할 수 있다면 "가장 큰 피해를 입을 사람들은 사회주의자들"일 것이라고 썼다.[36]
4. ↑  제4근위사단, 제4바이에른사단, 제6바이에른사단, 제10예비사단, 제16사단, 제19예비사단, 제20사단, 제187사단, 제195사단, 제45예비사단이 전투에 참여했다.[88]
5. ↑  투입된 독일군은 제195, 제16, 제4바이에른, 제18, 제227, 제240, 제187, 제22예비사단이었다.[88]
6. ↑  투입된 독일군은 제239, 제39, 제4, 제44예비, 제7, 제11, 제11바이에른, 제238, 제199, 제27, 제185, 제111, 제40사단이었다.[88]
7. ↑  독일군 사상자는 10일 간격으로 집계되었다. Sanitätsbericht (의료 보고서)에 기록된 사상자 수가 27,000명 더 적은 이유를 Reichsarchiv (제국 기록 보관소) 역사가들은 설명할 수 없었다.[135]
8. ↑  영국군 사상자에 대해 에드몬즈는 1918년 2월 25일 연합군 최고 전쟁 위원회에 제출된 수치를 사용했다. 에드몬즈는 또한 GHQ에 주간 보고서를 제출했는데, 이 보고서는 약간 더 낮은 총 238,313명의 사상자를 보여주었다. 에드몬즈는 솜 전투에서 영국군 사상자의 실제 수치는 약 420,000명이었지만, 독일군은 영국군이 600,000명의 사상자를 입었다고 발표했는데, 이는 에드몬즈가 독일군의 솜 전투 사상자 "실제" 수치(582,919명)로 믿는 것과 비슷하다고 썼다. 바이에른 공식 역사(Bavarian Official History)는 제3차 이프르 전투에서 영국군 사상자를 400,000명으로 추정했는데, 에드몬즈는 이것이 독일군 사상자 수치였다는 "의심"을 불러일으켰다고 믿었다. 에드몬즈는 독일 공식 기록(Der Weltkrieg)이 독일 제4군 사상자(7월 21일 – 12월 31일)를 약 217,000명으로 기록했다고 썼다. 에드몬즈는 이 수치를 영국군 사상자 기록 기준과 비교하기 위해 독일군 수치에 30%를 추가해야 한다고 보았는데, 이는 289,000명의 사상자에 달할 것이다. 에드몬즈는 이것이 제4군에서 짧게 복무했거나 제4군에 속하지 않은 부대는 포함하지 않는다고 썼다. 에드몬즈는 독일군 사단의 평균 병력이 12,000명이었고, 약 4,000명의 사상자가 발생하면 교체되는 경향이 있었다고 썼다. 루프레히트 왕세자가 전투에 참여한 독일군 사단이 88개 사단이라고 기록했고, 6월 15일부터 7월 30일까지 독일군 사상자 15,000명을 제외하면, 독일군은 약 337,000명의 사상자를 입었을 것이다. 평균 독일군 대대 병력은 "대대당 100명의 증원군을 허용"했음에도 불구하고 640명으로 떨어졌는데, 이는 364,320명의 사상자를 시사한다. 에드몬즈는 "독일군이 약 400,000명의 사상자를 냈을 가능성이 매우 높다"고 썼다.[150][149]

## 참고 자료
책
- Albertini, L. (2005) [1952]. 《The Origins of the War of 1914》 III repr.판. New York: Enigma Books. ISBN 978-1-929631-33-9.
- Atkinson, Christopher Thomas (2009) [1927]. 《The Seventh Division 1914–1918》 Naval & Military Press판. London: John Murray. ISBN 978-1-84342-119-1.
- Bean, C. E. W. (1941) [1933]. 《The Australian Imperial Force in France, 1917》. 호주 제1차 세계 대전 공식 역사 IV online scan판. Canberra: 오스트레일리아 전쟁기념관. OCLC 220901148. 2017년 7월 21일에 확인함.
- Boff, J. (2018). 《Haig's Enemy: Crown Prince Rupprecht and Germany's War on the Western Front》 1판. Oxford: Oxford University Press. ISBN 978-0-19-967046-8.
- Boraston, J. H. (1920) [1919]. 《Sir Douglas Haig's Despatches》. London: Dent. OCLC 633614212.
- Boraston, J. H.; Bax, C. E. O. (1999) [1926]. 《Eighth Division in War 1914–1918》 repr. Naval & Military Press, Uckfield판. London: Medici Society. ISBN 978-1-897632-67-3.
- Charteris, J. (1929). 《Field Marshal Earl Haig》. London: Cassell. OCLC 874765434 – Archive Foundation 경유.
- Cruttwell, C. R. M. F. (1982) [1940]. 《A History of the Great War 1914–1918》 repr.판. London: Granada. ISBN 978-0-586-08398-7 – Archive Foundation 경유.
- Davidson, Sir J. (2010) [1953]. 《Haig: Master of the Field》 repr. Pen & Swo판. London: Peter Nevill. ISBN 978-1-84884-362-2.
- Doughty, R. A. (2005). 《Pyrrhic victory: French Strategy and Operations in the Great War》. Cambridge, MS: Belknap Harvard. ISBN 978-0-674-01880-8.
- Edmonds, J. E. (1925). 《Military Operations France and Belgium, 1914: Antwerp, La Bassée, Armentières, Messines and Ypres October–November 1914》. History of the Great War Based on Official Documents by Direction of the Historical Section of the Committee of Imperial Defence II. London: Macmillan. OCLC 220044986.
- Edmonds, J. E. (1993) [1932]. 《Military Operations France and Belgium, 1916: Sir Douglas Haig's Command to the 1st July: Battle of the Somme》. History of the Great War Based on Official Documents by Direction of the Historical Section of the Committee of Imperial Defence I Imperial War Museum a Battery Press판. London: Macmillan. ISBN 978-0-89839-185-5.
- Edmonds, J. E.; Wynne, G. C. (2010) [1940]. 《Military Operations France and Belgium 1917: Appendices》. History of the Great War Based on Official Documents by Direction of the Historical Section of the Committee of Imperial Defence Imperial War Museum a Battery Press판. London: Macmillan. ISBN 978-1-84574-733-6.
- Edmonds, J. E. (1991) [1948]. 《Military Operations France and Belgium 1917: 7 June – 10 November. Messines and Third Ypres (Passchendaele)》. History of the Great War Based on Official Documents by Direction of the Historical Section of the Committee of Imperial Defence II Imperial War Museum a Battery Press판. London: HMSO. ISBN 978-0-89839-166-4.
- Edmonds, J. E.; Davies, C. B.; Maxwell-Hyslop, R. G. B. (1995) [1937]. 《Military Operations France and Belgium, 1918: March–April, Continuation of the German Offensives》. History of the Great War Based on Official Documents II Imperial War Museum a Battery Press판. London: Macmillan. ISBN 978-0-89839-223-4.
- Falls, C. (1959). 《The Great War 1914–1918》. London: Perigee. OCLC 219771593.
- Falls, C. (1992) [1940]. 《Military Operations France and Belgium, 1917: The German Retreat to the Hindenburg Line and the Battles of Arras》. History of the Great War Based on Official Documents by Direction of the Historical Section of the Committee of Imperial Defence I Imperial War Museum a Battery Press판. London: HMSO. ISBN 978-0-89839-180-0.
- Foerster, Wolfgang, 편집. (1956) [1942]. 《Der Weltkrieg 1914 bis 1918: Militärischen Operationen zu Lande Dreizehnter Band, Die Kriegführung im Sommer und Herbst 1917》 [The World War 1914 to 1918 Military Land Operations Volume Thirteen, The Warfare in the Summer and Autumn of 1917] (독일어) XIII online scan판. Berlin: Verlag E. S. Mittler und Sohn. OCLC 257129831. 2021년 6월 29일에 확인함 – Oberösterreichische Landesbibliothek 경유.
- Foley, R. T. (2007) [2005]. 《German Strategy and the Path to Verdun: Erich von Falkenhayn and the Development of Attrition, 1870–1916》 pbk.판. Cambridge: CUP. ISBN 978-0-521-04436-3.
- French, D. (1995). 《The Strategy of the Lloyd George Coalition》. Oxford: Oxford University Press. ISBN 978-0-19-820559-3.
- Gillon, S. (2002) [1925]. 《The Story of 29th Division: A Record of Gallant Deeds》 pbk. facs. repr. Naval & Military Press, Uckfield판. London: Thos. Nelson & Sons. ISBN 978-1-84342-265-5.
- Harris, J. P. (1995). 《Men, Ideas and Tanks: British Military Thought and Armoured Forces, 1903–1939》. Manchester: Manchester University Press. ISBN 978-0-7190-4814-2.
- Harris, J. P. (2008). 《Douglas Haig and the First World War》. Cambridge: Cambridge University Press. ISBN 978-0-521-89802-7.
- Hart, P.; Steel, N. (2001). 《Passchendaele: the Sacrificial Ground》. London: Cassell. ISBN 978-0-304-35975-2 – Archive Foundation 경유.
- Henniker, A. M. (2009) [1937]. 《Transportation on the Western Front 1914–1918》. History of the Great War Based on Official Documents by Direction of the Historical Section of the Committee of Imperial Defence Imperial War Museum a Battery Press판. London: HMSO. ISBN 978-1-84574-765-7.
- 《Histories of Two Hundred and Fifty-one Divisions of the German Army which Participated in the War (1914–1918)》. Document (United States. War Department) No. 905. Washington D.C.: United States Army, American Expeditionary Forces, Intelligence Section. 1920. OCLC 565067054. 2017년 7월 22일에 확인함 – Archive Foundation 경유.
- Hussey, John (1997). 〈The Flanders Battleground and the Weather in 1917〉.   Liddle, P. H. 《Passchendaele in Perspective: The Third Battle of Ypres》. London: 레오 쿠퍼. 140–158쪽. ISBN 978-0-85052-588-5.
- Jones, H. A. (2002) [1934]. 《The War in the Air Being the Part played in the Great War by the Royal Air Force》 IV pbk. facs. repr. Imperial War Museum Department of Print Books a Battery Press, Uckfield판. London: Clarendon Press. ISBN 978-1-84342-415-4.
- Liddle, P. H. (1997). 《Passchendaele in Perspective: The Third Battle of Ypres》. Barnsley: Pen & Sword. ISBN 978-0-85052-588-5.
- Miles, W. (1991) [1948]. 《Military Operations France and Belgium 1917: The Battle of Cambrai》. History of the Great War Based on Official Documents by Direction of the Historical Section of the Committee of Imperial Defence III pbk. facs. repr. Imperial War Museum Department of Print Books a Battery Press판. London: HMSO. ISBN 978-0-89839-162-6.
- Millman, B. (2001). 《Pessimism and British War Policy, 1916–1918》. London: Frank Cass. ISBN 978-0-7146-5079-1.
- Nicholson, G. W. L. (1964) [1962]. 《Canadian Expeditionary Force 1914–1919》. Official History of the Canadian Army in the First World War 2 corr. online scan판. Ottawa: Queen's Printer and Controller of Stationery. OCLC 59609928. 2022년 10월 21일에 확인함.
- Perry, R. A. (2014). 《To Play a Giant's Part: The Role of the British Army at Passchendaele》. Uckfield: Naval & Military Press. ISBN 978-1-78331-146-0.
- Philpott, W. (2014). 《Attrition: Fighting the First World War》. London: Little, Brown. ISBN 978-1-4087-0355-7.
- Powell, G. (2004) [1993]. 《Plumer: The Soldier's General》 Leo Cooper판. Barnsley: Pen & Sword. ISBN 978-1-84415-039-7.
- Prior, R.; Wilson, T. (1996). 《Passchendaele: The Untold Story》. Cumberland: 예일 대학교 출판부. ISBN 978-0-300-07227-3.
- Rogers, D., 편집. (2010). 《Landrecies to Cambrai: Case Studies of German Offensive and Defensive Operations on the Western Front 1914–17》. Solihull: Helion. ISBN 978-1-906033-76-7.
- Sandilands, H. R. (2003) [1925]. 《The 23rd Division 1914–1919》 pbk. facs. repr. Naval & Military Press판. Edinburgh: Wm. Blackwood. ISBN 978-1-84342-641-7.
- Seton Hutchinson, G. (2005) [1921]. 《The Thirty-Third Division in France and Flanders 1915–1919》 Naval & Military Press, Uckfield판. London: Waterlow & Sons. ISBN 978-1-84342-995-1.
- Sheffield, G. (2002) [2001]. 《Forgotten Victory: The First World War: Myths and Realities》 reprint판. London: Headline Book Publishing. ISBN 978-0-7472-7157-4.
- Sheffield, G. (2011). 《The Chief: Douglas Haig and the British Army》. London: Aurum Press. ISBN 978-1-84513-691-8.
- Sheldon, J. (2007). 《The German Army at Passchendaele》. Barnsley: Pen and Sword Books. ISBN 978-1-84415-564-4.
- Sheldon, J. (2009). 《The German Army at Cambrai》. Barnsley: Pen & Sword. ISBN 978-1-84415-944-4.
- Stewart, H. (2014) [1921]. 《The New Zealand Division 1916–1919: A Popular History Based on Official Records》. Auckland: Whitcombe and Tombs. ISBN 978-1-84342-408-6. 2017년 7월 20일에 확인함.
- Taylor, A. J. P. (1972). 《The First World War. An Illustrated History》. New York: Perigee Trade. ISBN 978-0-399-50260-6 – Archive Foundation 경유.
- Terraine, J. (1977). 《The Road to Passchendaele: The Flanders Offensive 1917, A Study in Inevitability》. London: Leo Cooper. ISBN 978-0-436-51732-7.
- Terraine, J. (1999). 《Business in Great Waters》. Ware: Wordsworth Editions. ISBN 978-1-84022-201-2.
- Terraine, J. (2005) [1963]. 《Douglas Haig: The Educated Soldier》 2 repr.판. London: Cassell. ISBN 978-0-304-35319-4.
- Vance, J. F. (1997). 《Death So Noble: Memory, Meaning and the First World War》. Vancouver: UBC Press. ISBN 978-0-7748-0600-8.
- Wolff, L. (1958). 《In Flanders Fields: The 1917 Campaign》. New York: Viking. OCLC 1893117 – Archive Foundation 경유.
- Wynne, G. C. (1976) [1939]. 《If Germany Attacks: The Battle in Depth in the West》 Greenwood Press, Weport, CT판. Cambridge: Clarendon Press. ISBN 978-0-8371-5029-1.

저널
- McRandle, J. H.; Quirk, J. (2006년 7월 3일). 《The Blood Test Revisited: A New Look at German Casualty Counts in World War I》. 《The Journal of Military History》 70 (Lexington, VA). 667–701쪽. doi:10.1353/jmh.2006.0180. ISSN 0899-3718. S2CID 159930725.

신문
- “Duke of Cambridge leads Commemorations on 100th Anniversary of the Battle of Passchendaele”. 《더 텔레그래프》. 2019년 8월 10일에 확인함.
- “Battle of Passchendaele Centenary: Prince Charles Honours 'Courage and Bravery' of British Soldiers”. 《더 텔레그래프》. 2019년 8월 10일에 확인함.

학위논문
- LoCicero, M. S. (2011). 《A Moonlight Massacre: The Night Operation on the Passchendaele Ridge, 2nd December 1917》. 《etheses.bham.ac.uk》 (학위논문) (Birmingham: University of Birmingham). OCLC 784568126. EThOS uk.bl.ethos.545631. 2017년 7월 20일에 확인함. |id=에 templatestyles stripmarker가 있음(위치 1) (도움말)
- Marble, S. (2003) [1998]. 《The Infantry cannot do with a Gun Less: The Place of the Artillery in the BEF, 1914–1918》. 《British Library e Theses Online Service》 (PhD) (New York: Columbia University Press). ISBN 978-0-231-50219-1. EThOS uk.bl.ethos.391793. 2019년 8월 10일에 확인함. |id=에 templatestyles stripmarker가 있음(위치 1) (도움말)
- Simpson, A. (2001). 《The Operational Role of British Corps Command on the Western Front 1914–18》. 《British Library e Theses Online Service》 (PhD) (London: London University). OCLC 557496951. EThOS uk.bl.ethos.367588. 2017년 1월 16일에 확인함. |id=에 templatestyles stripmarker가 있음(위치 1) (도움말)

웹사이트
- “New Zealand Memorial (Gravenstafel ridge)”. 《New Zealand First World War Trails》. 2016년 6월 20일. 2019년 8월 10일에 확인함.
- “Tribute to Scots Soldiers at Passchendaele”. 《The Scottish Government》. 2007년 8월 24일. 2013년 2월 3일에 원본 문서에서 보존된 문서. 2014년 12월 22일에 확인함.